# TER Provence-Alpes-Côte d'Azur
Les TER Provence-Alpes-Côte d'Azur, ou TER Zou !, sont le réseau de trains express régionaux de la région Provence-Alpes-Côte d'Azur.
Le réseau a connu, en 2010, une fréquentation de 964 200 000 voyageurs-km et une offre de 10 500 000 train-km, se composant de 4 500 circulations de trains par semaine, circulant sur un réseau ferroviaire de 1 008 km. Cette offre représente 2,15 train-km par habitant et par an, ou 334,4 train-km par km². 145 gares et points d'arrêt donnent accès aux trains. Le nombre de voyageurs par moyenne journalière est de 64 300 environ, ce qui équivaut 4,8 voyages par habitant et par an, sur une distance moyenne de 41,2 km. Les trains sont occupés par 92 personnes en moyenne. Il est à noter que les Chemins de fer de Provence avec leur ligne de Nice à Digne n'appartiennent pas au réseau TER Provence-Alpes-Côte d'Azur, bien que l'autorité organisatrice de transport soit également la région Provence-Alpes-Côte d'Azur.
Depuis septembre 2018, le réseau TER est intégré au réseau intermodal Zou ! (déployé dans toute la région).

## Histoire

### Transport régional avant la décentralisation

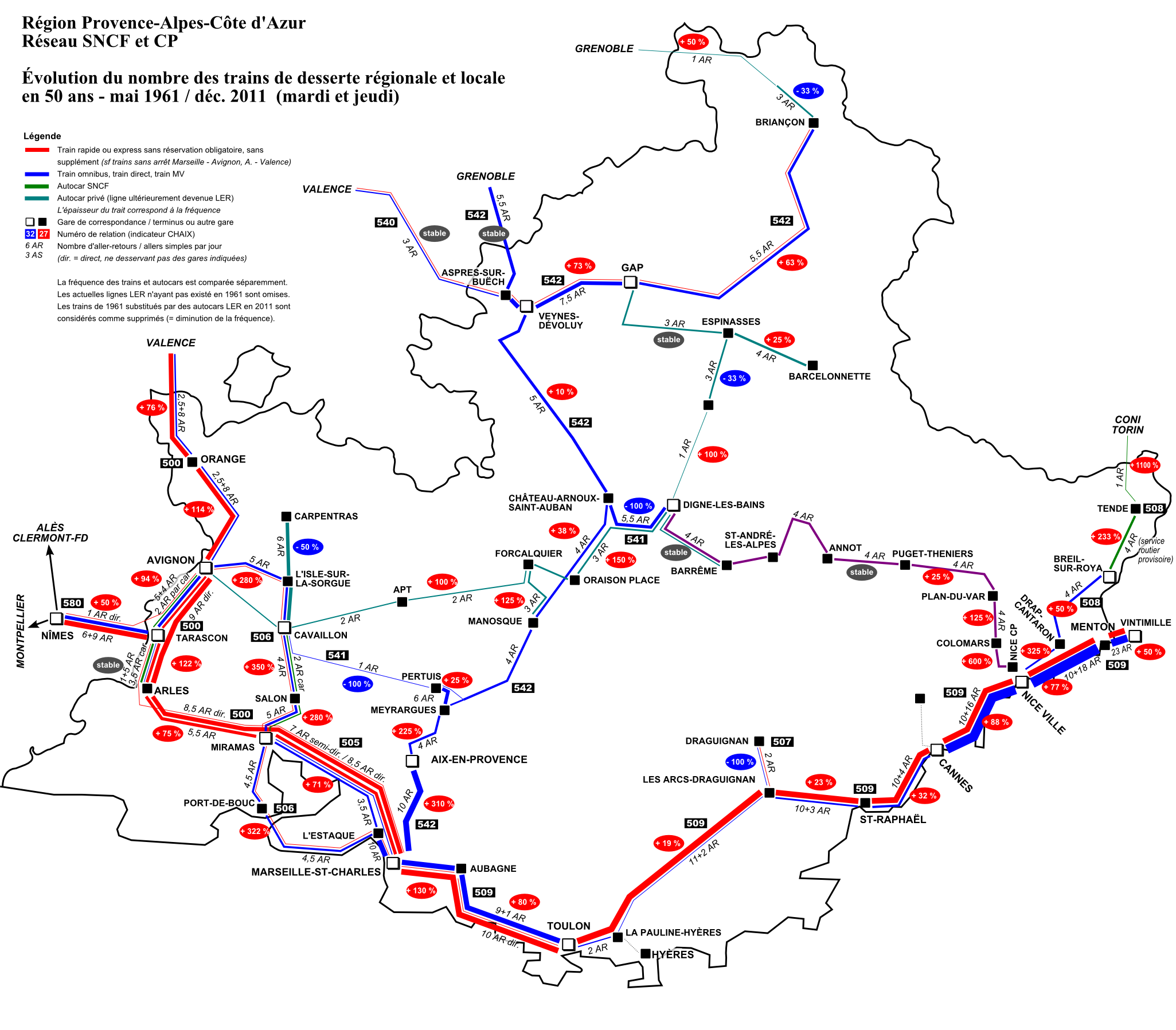
Nombre des trains par ligne en été 1961 et évolution en % par rapport à décembre 2011 (horaire annuel 2012).

Dans l'actuelle région Provence-Alpes-Côte d'Azur, le trafic régional par chemin de fer est soumis à un déclin précoce, qui se traduit par la fermeture de la plupart des lignes secondaires à la fin des années 1930, quand même des villes aussi importantes que Carpentras ou Grasse perdent leurs trains de voyageurs. Au début des années 1960, les trains omnibus et trains directs alors responsables du trafic local sont peu fréquents sur les lignes subsistantes. Seules les banlieues de Marseille et Nice font exception, où le trafic atteint les neuf, voire dix-huit allers-retours omnibus par jour. Par contre, la portion centrale de la ligne de Marseille à Vintimille, entre Toulon et Cannes-la-Bocca, n'est desservie que par deux à trois allers-retours selon les sections. Plus aucune gare intermédiaire ne subsiste entre Fréjus et Les Arcs. À l'ouest de Marseille, la zone bien desservie s'arrête déjà à L'Estaque. La ligne de la Côte Bleue n'atteint pas les cinq allers-retours, et la ligne de Paris à Marseille n'a plus aucun trafic omnibus entre Miramas et Arles. Jusqu'à Miramas, l'on ne compte que trois à quatre trains par jour et par sens, et encore moins dans la vallée du Rhône au nord d'Avignon. Sur les principaux axes, cette maigre offre est cependant complétée par des trains express aux arrêts relativement fréquents, et par des trains rapides accessibles sans réservation et sans supplément pour la plupart d'entre eux. Ces trains représentent dix allers-retours entre Marseille et Vintimille, et quinze entre Marseille et Avignon, auxquelles s'ajoutent six allers-retours sans arrêt intermédiaire sur cette longue section. Mais en vallée de Durance et dans les Alpes, le trafic grandes lignes se résume au train de nuit Paris - Briançon et retour. L'offre omnibus est en revanche légèrement mieux développée que sur les grands axes et atteint au mieux cinq à six trains par jour et par sens, dont la moitié sont des trains directs.
Dans ces conditions, la grande vague de transfert sur route du trafic voyageurs entre 1969 et 1972 ne se fait pratiquement pas sentir dans la région, seule la ligne de Cheval-Blanc à Pertuis (40,5 km et déjà sans arrêts intermédiaires) étant supprimée, en date du 4 avril 1971,. À contrecourant de ce qui se passe dans les autres régions françaises, la section de La Pauline-Hyères à Hyères (9,9 km) est même rouverte au trafic voyageurs en 1971, avec l'instauration d'un groupe de voitures directes Hyères - Paris-Gare-de-Lyon. Bien qu'il s'agisse d'express, les circonstances politiques veulent que la mesure soit qualifiée d'accessoire dans le rapport annuel du conseil d'administration de la SNCF, justifiée par les difficultés de circulation locales. Le trafic voyageurs sur l'antenne de Hyères avait cessé le 24 mai 1940. Ultérieurement, la desserte d'Hyères sera successivement étoffée. Une analyse de l'évolution en cinquante ans montre cette même tendance sur l'ensemble du réseau, notamment sur les sections traditionnellement bien desservies, ainsi que sur la Côte Bleue et sur la ligne d'Avignon à Miramas. Contrairement à Languedoc-Roussillon, l'offre n'a diminué sur aucune ligne maintenue. Existent toutefois des lignes où l'offre n'a pas évolué, dont notamment la ligne de Veynes à Grenoble et la relation Marseille - Nîmes / Montpellier, toujours aussi faiblement desservie.
En été 1970, la région de Nice est la deuxième en province à bénéficier d'une desserte cadencée, après le sillon mosellan en Lorraine avec Métrolor, en début d'année. Le nouveau service concerne la relation Cannes - Nice - Menton et est baptisé Métrazur. Vingt-deux trajets supplémentaires sont proposés quotidiennement entre Nice et Cannes, et vingt-huit entre Nice et Menton, soit un train toutes les demi-heures. Il s'agit d'une mesure d'abord expérimentale, limitée aux neuf semaines des vacances scolaires d'été, et ayant recours au matériel de Métrolor pendant les saisons 1970 et 1971. L'enjeu est le désencombrement du réseau routier le long de la côte, et les vacanciers utilisent assidument la nouvelle offre, si bien que le nombre de voyageurs annuels augmente de 33 % en 1971 par rapport à 1969, et de 10 % en 1972 par rapport à 1971. Les recettes réalisées grâce à Métrazur ne couvrent toutefois pas les dépenses supplémentaires. Pendant les deux premières années, le déficit est supporté par la SNCF, puis elle touche une subvention de 100 000 francs au titre de la saison 1972, partagée entre la Datar et le Conseil général des Alpes-Maritimes. La société de transports routiers Les Rapides de Côte d'Azur revendique l'autorisation d'étoffer ses horaires afin de pouvoir faire face à cette nouvelle concurrence. Métrolor ne connaissant désormais plus d'interruption estivale, quatre segments de RIB sont détachés à Nice depuis la banlieue parisienne, situation qui perdure jusqu'en 1978. À partir de 1976, Métrazur est étendu jusqu'à Vintimille, et le service devient finalement permanent à partir de l'été 1979, avec un allégement pendant l'hiver.
La SNCF n'ayant pu atteindre l'équilibre financier à la fin de l'exercice 1973, le ministère des Finances fixe l'objectif de reporter les services omnibus sur 10 000 km de voies ferrées sur la route, chiffre bientôt porté à 12 500 km. Quand Jacques Chirac devient Premier ministre le 27 mai 1974, il décrète rapidement l'arrêt des transferts sur route autoritaires et propose d'attendre tout d'abord l'élaboration des premiers schémas régionaux de transport (SRT) décidée le 6 mars 1974. Six régions sont choisies comme régions pilotes, dont la région PACA ne fait pas partie, mais le principe est progressivement étendu sur toutes les régions jusqu'en 1977. La région PACA entame l'élaboration de son SRT parmi les premières, en 1975, sur la proposition de la Direction régionale de l'Équipement (DRE). Les régions vont se voir se confier l'organisation des services omnibus, avec l'idée sous-jacente qu'elles vont fermer des lignes rurales pour utiliser les économies réalisées dans l'amélioration des dessertes déclarées d'intérêt régional par le SRT. Le but global est l'amélioration des transports collectifs sans coûts supplémentaires pour la collectivité.

### Débuts de la décentralisation des transports régionaux
Les études pour le SRT PACA sont confiées au Centre d'études techniques de l'Équipement (CETE) d'Aix-en-Provence et disposent d'un budget de 900 000 francs. Après une phase de diagnostic, une multitude de mesures sont proposées, dont des actions de promotion et d'information et des projets d'infrastructure ferroviaire. Mais les études se font sans implication du comité directeur et des élus et restent sur un plan bien hypothétique : pour les projets d'infrastructure, il n'y a ni calendrier de réalisation, ni calcul du coût total des réalisations, ni de précisions sur la répartition du financement entre les différents acteurs. Le projet le plus ambitieux est la reconstruction de la ligne du littoral varois entre Sainte-Maxime et Saint-Tropez. Début 1977, sous l'impulsion du CETE, les six départements et l'Établissement public régional (le futur Conseil régional de Provence-Alpes-Côte d'Azur) créent l'Association régionale pour les transports collectifs (ARTC). Le SRT est présenté en décembre de la même année, et approuvé aussitôt. Mais la Région craint que l'État ne veuille transférer des charges vers elle, et n'arrête toujours pas de programme d'actions fixe, se déclarant tout juste prête d'assumer 7 % des coûts de réalisation des mesures pendant quatre ans. De ce fait, les conséquences du SRT restent limitées sur le plan des dessertes ferroviaires : réouverture de la section de Cannes-la-Bocca à Ranguin et instauration d'un aller-retour supplémentaire entre Marseille et Gap à compter du 30 septembre 1979, pendant une période de six ans. Un autorail X 2100 est acheté pour ce train. Sinon, 1 250 arrêts de bus en rase campagne sont équipés de poteaux et partiellement d'abribus, 500 000 fiches horaires sont imprimées, et un indicateur régional est édité sous le titre Mouvements. Ultérieurement, entre décembre 1980 et août 1984, la commande de trois fois dix segments de trois voitures RIB auprès d'une filiale de Carel et Fouché à Cannes-La Bocca est toutefois imputable au SRT. Mais globalement, la mise en œuvre du SRT s'est heurté au faible pouvoir de la Région et au rejet d'une démarche souvent perçue comme imposé par l'État, impression renforcée par le rôle de tutelle sur les autres partenaires que la DRE a tenté d'exercer.
La section de Cannes-La Bocca à Ranguin, longue de 6 km seulement, fait partie de l'antenne de Cannes-la Bocca à Grasse. Sa réouverture est défendue par une association locale depuis l'été 1973, avec, comme principal argument, les difficultés de circulation sur la route. Progressivement, les différentes collectivités territoriales sont gagnées pour la cause, mais une difficulté juridique fait obstacle : bien que faisant partie d'une même agglomération, Cannes et Grasse ne sont pas réunies dans une même communauté d'agglomération. Celle de Cannes, le syndicat intercommunal Cannes-Le Cannet ne couvre que le secteur allant jusqu'à Ranguin. Au lieu d'élargir le périmètre de ce syndicat, une seconde structure est créée pour couvrir la section de Ranguin à Grasse, chacune devant conclure sa propre convention d'exploitation avec la SNCF, et trouver elle-même les financements. Finalement, seule la réouverture du tronçon initial se réalise en date du 28 mai 1978, grâce à 4 000 000 francs d'investissements d'infrastructure et l'acquisition d'un autorail X 4630 neuf pour un prix de 3 500 000 francs. S'agissant d'une ligne urbaine, l'État assume 50 % des investissements d'infrastructure, et la Région prend en charge 25 %. Les prévisions de fréquentation ne sont pas atteintes, avec 600 à 800 usagers quotidiens, au lieu des 800 à 1 000 prévus, mais il n'y a que douze aller-retours entre 7 h 00 et 19 h 00. Mais malgré son impact très limité, la réouverture de Cannes - Ranguin est symbolique à plusieurs titres. C'est la première ligne SNCF exploitée pour le compte d'une communauté urbaine, qui en plus est propriétaire du matériel, et assure l'accompagnement des trains avec ses propres agents, ce qui suscite l'hostilité des syndicats cheminots. En plus, les titres de transport sont les mêmes que pour les transports urbains et peuvent indifféremment s'utiliser. Une deuxième réouverture intervient en 1979, le 6 octobre, celle de la section Vintimille - Viévola de la ligne de Tende. Sa reconstruction, à la suite de dommages de guerre, n'a commencé qu'en 1973 et est financée à concurrence de 90 % par l'État italien au titre des dommages de guerre ; aussi la ligne est-elle gérée par les chemins de fer italiens pour son rôle de transit entre la côte et le Piémont. Il s'agit donc d'un développement indépendant de l'action des collectivités territoriales françaises[réf. souhaitée].
Antérieure au SRT, l'opération Métrazur bénéficie des commandes de RIB, permettant de maintenir la desserte renforcée tout au long de l'année à partir de l'été 1979. Depuis ce moment, Métrazur fait l'objet d'une convention d'exploitation avec la SNCF. Encouragée par l'État qui est insatisfait du nombre limité de lignes transférées sur route en application des différents SRT, la SNCF ferme la ligne des Arcs à Draguignan (12,6 km) en date du 1er juin 1980, dans le cadre d'un programme qui prive 900 km de lignes de leurs trains de voyageurs en cette année. Utilisant comme moyen de pression la réduction du service sur d'autres lignes, la SNCF obtient le consentement du Conseil général, formalité inutile sur le plan juridique, mais importante pour soigner l'image que la société nationale veut donner au public. Les dépenses étaient presque dix fois supérieures aux recettes, et le déficit évalué à 290 000 francs par an. Située dans une zone désertée depuis longtemps par le trafic régional (voir ci-dessus), la ligne des Arcs à Draguignan avait déjà perdue sa mission de desserte locale, et ne comptait plus qu'un unique aller-retour en moyenne annuelle (9 000 trains-km par an). Sans arrêts intermédiaires, il assurait la correspondance avec des trains grandes lignes en provenance et à destination de Paris-Gare-de-Lyon. Les trains ont été remplacées par des autocars, pratiquement trois fois plus nombreux que les trains, sans que la desserte moyenne atteigne les trois aller-retours par jour.
Sur le plan du matériel, le dépôt de Marseille dispose certes des premières automotrices modernes sous la forme des Z 7500 depuis juin 1983, mais elles sont affectées surtout au trafic express dans la vallée du Rhône, entre Marseille, Avignon et Lyon. De même, les dix-huit Z 9500, dont la totalité de la série est basée à Marseille, ne bénéficient que partiellement au trafic régional de la région Provence-Alpes-Côte d'Azur. Hormis sur le sillon rhodanien, elles ne sont engagées que dans la région Rhône-Alpes. Les nouvelles RIB permettent, entre 1984 et 1988, la radiation des voitures DEV 46, construites peu après la Seconde Guerre mondiale selon un modèle livré à partir de 1936 pour la banlieue est de Paris. Cependant, la région Provence-Alpes-Côte d'Azur ne recevra d'abord pas les nouvelles Rames réversibles régionales (RRR) apparues en automne 1985, car la livraison du dernier lot de RIB débute seulement à ce moment. De ce fait, ces RIB sont une série techniquement dépassée dès leur mise en service. La SNCF introduit quelques-unes de ses propres RRR sur la relation Marseille - Briançon en 1988, mais ce choix s'avère inadapté pour une ligne aussi longue. Les clients se plaignent de l’inconfort de ces trains, qui en plus montrent un comportement instable sur une voie médiocre et sinueuse.

### De la naissance du TER jusqu'à la régionalisation
Le TER Provence-Alpes-Côte d'Azur est lancé en 1986 à la suite de la mise en place d'une nouvelle politique commerciale de la SNCF sur le plan des transports régionaux, souhaitant affirmer davantage sa propre identité d'entreprise en mettant fin, notamment, aux décorations des trains suivant les souhaits des régions. « TER » traduit une stratégie commerciale reposant sur la marque TER avec son logo et sa décoration, sorte de label de qualité ; la charte TER signée entre la SNCF et les régions qui le souhaitent ; et la gamme commerciale TER. Elle s'exprime à travers l'information voyageurs, la promotion et la communication institutionnelle. Parmi les quatre coloris que la SNCF propose pour la livrée du matériel TER, la région Provence-Alpes-Côte d'Azur choisit le bleu. Le TER veut rajeunir l'image des transports ferroviaires régionaux, jusque-là négligés et souffrant d'une mauvaise image. Pour la première fois, une telle initiative est mise en œuvre sur le plan national et s'accompagne de signatures de conventions avec toutes les régions qui ne l'ont pas encore fait (sauf trois, retardataires). À partir de 1986, il s'agit d'un nouveau type de conventions, dit convention à la marge. La région Provence-Alpes-Côte d'Azur signe la sienne en janvier, pour une période ce cinq ans.
Au début, le TER Provence-Alpes-Côte d'Azur comporte 8,7 % de lignes exclusivement routières et 13 % de lignes avec desserte mixte train / autocar. Contrairement à de nombreuses autres régions, les dessertes mixtes ne sont pas étendues, et elle fait partie des quatre régions dont plus de la moitié du réseau a vu le nombre de trains augmenter. Sous la première convention TER, l'offre des dimanches et jours fériés est toutefois réduite de 9 %. Avec l'arrivée d'une nouvelle direction à la tête de la SNCF en 1988, le Service d'action régionale créé le 1er mars 1983 est rattaché au directeur-général adjoint responsable du service commercial, et l'accent est mis sur le TGV au détriment des express d'intérêt régional. C'est ainsi que la suppression de l'express Alpes-Azur Digne - Grenoble est décidée pour le service d'hiver 1988/89. Étant donné que ce train saisonnier est devenu le dernier à utiliser la ligne de Saint-Auban à Digne, elle voit son dernier train partir le 24 septembre 1988.
La région Provence-Alpes-Côte d'Azur continue le renouvellement du parc remorqué, avec l'acquisition de soixante caisses de RIO à la fin des années 1980. Alors que les dernières RIB étaient dépassés lors de leur mise en service, les RIO sont quant à eux issues de la modernisation de RIB 60 de la banlieue est de Paris, déjà âgées de vingt ans ou plus. Entre 1985 et 1992, la Région investit au total 38 300 000 francs dans le matériel roulant, ce qui la place au onzième rang des vingt régions concernées par le TER (France continentale hors Île-de-France). Le montant cité ne représente que 2,5 % du montant total investi dans le matériel roulant par les vingt régions, ou autrement dit, la région PACA est restée 50 % en dessous de la moyenne nationale. Elle fait mieux sur le plan de l'infrastructure ferroviaire, pour laquelle elle consacre 61 400 000 francs, se classant en septième rang. Le budget est réparti entre l'amélioration de l'axe Marseille - Briançon et l'augmentation de la capacité en banlieue niçoise, entre Cannes et Menton. Il correspond à 4,1 % du total du montant investi par les régions dans l'infrastructure ferroviaire. Globalement, la région Provence-Alpes-Côte d'Azur arrive au huitième rang. Il est à noter qu'au début des années 1990, la vitesse commerciale de ses trains est la plus faible de France, avec une moyenne régionale de 54 km/h.
Fait plutôt exceptionnel, le TER Provence-Alpes-Côte d'Azur reste nettement bénéficiaire sous la première convention (exercices de 1986 à 1990), ce qui n'est le cas que dans quatre autres régions, dont Rhône-Alpes. Le bénéfice cumulé des cinq années est de 15 814 000 francs selon la comptabilité SNCF et son règlement comptable et financier FC 12 K. La contribution forfaitaire de l'État et répartie entre les régions par la SNCF selon une clé inconnue est comptabilisée parmi les recettes. Mais pendant la période de 1990 à 1992, la région Provence-Alpes-Côte d'Azur fait partie de la moitié des régions françaises à subir une chute du trafic. Elle porte sur 27 % du nombre des voyageurs, baisse dépassée par Poitou-Charentes et Haute-Normandie. Mais la chute du nombre des voyageurs-km, chiffre plus important, est bien plus spectaculaire et atteint 106 000 000 voyageurs-km, record absolu en France. Ces résultats prennent la Région au dépourvu, les résultats provisoires n'étant publiés que dix-huit mois après la fin d'un exercice. Heureusement, la tendance vers la baisse se renverse rapidement, si bien que les années 1992 à 1996 apportent une progression moyenne de 9,62 % par an, valeur seulement dépassé par Rhône-Alpes.
De plus, à partir de l'exercice 1993, la SNCF essaie de décharger sur les régions les déficits de ses express d'intérêt régional (EIR), catégorie récemment définie par la société nationale. Elle demande aux régions de les intégrer dans le conventionnement des TER et réduit en même temps l'offre de ce type de trains pour donner plus d'ampleur à sa requête, si bien que les régions cèdent devant la crainte de voir disparaître ces services. En Provence-Alpes-Côte d'Azur, les EIR représentent 22,43 % des trains-km TER+EIR, contre 14,01 % sur le plan national. Avec une occupation moyenne de quatre-vingt-dix-sept personnes, proche de la moyenne nationale, ils représentent 26,9 % des voyageurs-km TER+EIR, contre 19,75 % sur le plan national. Le taux de couverture est de 54 %, contre 56 % sur le plan national, et chaque voyageur-km produit, selon la comptabilité de la SNCF, un déficit de 41 francs.

### De la régionalisation à 2002

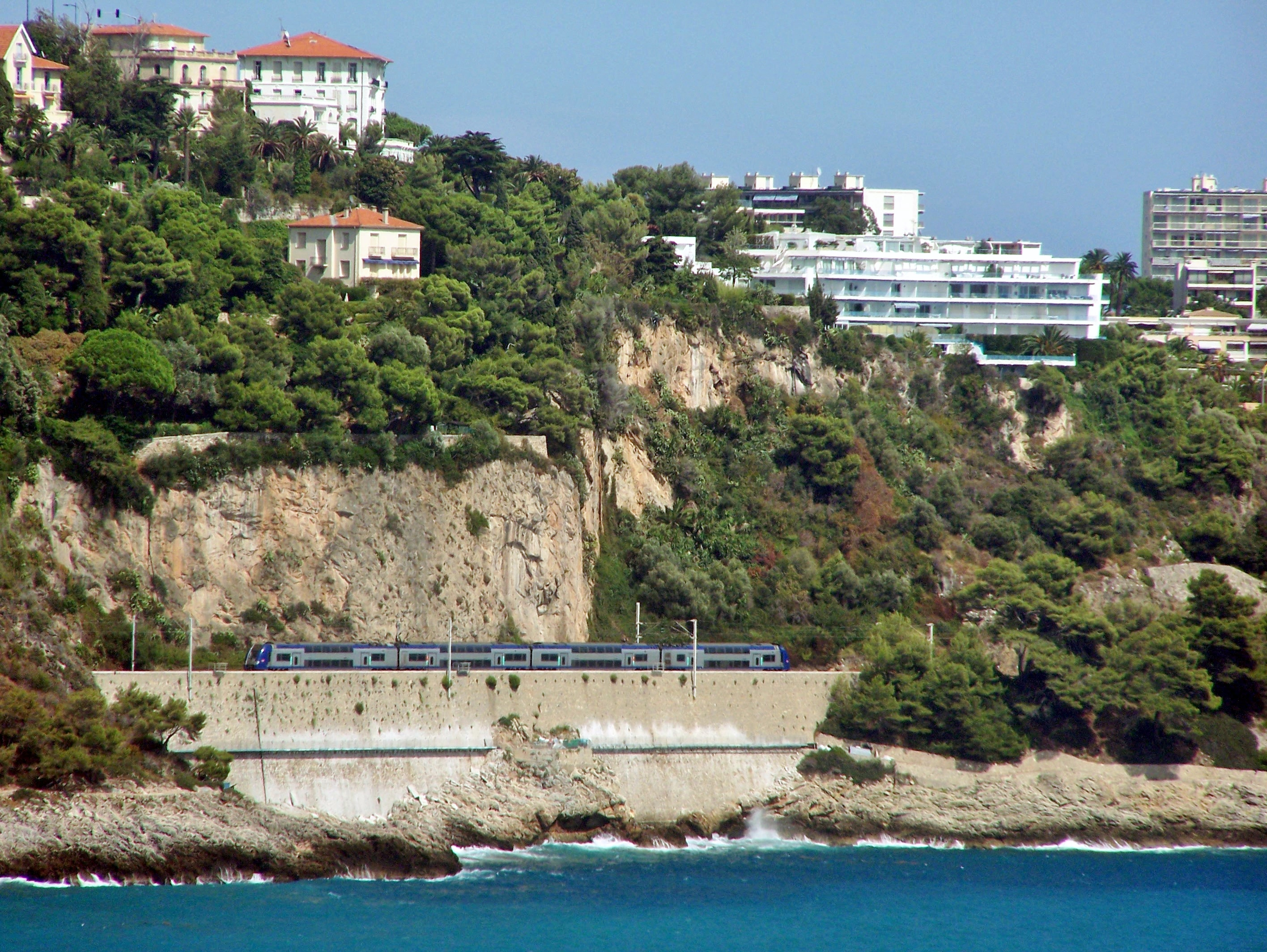
TER en provenance de Vintimille entrant en gare de Roquebrune-Cap-Martin.

La loi Pasqua d'orientation pour l'aménagement et le développement du territoire du 4 février 1995 prévoit, dans son article 67, l'expérimentation du transfert de l'organisation et du financement des transports régionaux vers les régions. Parmi les onze régions se portant candidates, six sont retenues, dont la région Provence-Alpes-Côte d'Azur. Les conventions d'expérimentation sont signées pendant les premiers mois de 1997 et deviennent effectives en 1998. La principale nouveauté est que l'ensemble des financements passe désormais par les régions, ce qui leur donne un moyen de pression sur la SNCF, qui auparavant ne fournissait qu'un minimum d'informations aux régions et se comportait en autorité organisatrice de transports (AOT) tout en bénéficiant des contributions de l'État. Les nouvelles autorités organisatrices de transports des TER sont les régions, réunissant enfin la fonction de décideur et payeur. En outre, les régions pilotes ont obtenu un effort financier supplémentaire de l'État, le niveau des anciennes contributions et les moyens pour le renouvellement du matériel roulant ayant été insuffisants. En 1998, les contributions publiques pour le TER PACA se composent de 400 050 000 francs versés par la région et de 419 460 000 francs versés par l'État. La région PACA se place par ailleurs en tête des investissements régionaux pour le renouvellement du matériel roulant au cours des années 1990, avec un total de 1 386 000 000 francs. Ce montant équivaut à 60 % de la somme investi par les treize régions ne participant pas à l'expérimentation. Le trafic se développe enfin favorablement et gagne 1,36 % par an entre 1996 et 1999. Globalement, l'expérimentation de la régionalisation s'avère concluante. Les expériences gagnées dans la région PACA et dans les cinq autres régions sont décisives pour la généralisation du conventionnement global des services TER par la loi relative à la solidarité et au renouvellement urbains (SRU), promulguée le 13 décembre 2000, à compter du 1er janvier 2002.
Sur le plan de l'infrastructure, la période 1996-2000 en région PACA n'est pas marquée par des investissements en faveur du TER, mais par la participation régionale au financement des gares de la LGV Méditerranée. Elle porte sur une somme de 165 000 000 francs affectée à la rénovation et l'augmentation de la capacité de la gare de Marseille-Saint-Charles, et à la construction des nouvelles gares d'Avignon TGV et Aix-en-Provence TGV. Le changement de la majorité au Conseil régional entraîne une évolution des priorités d'investissements. En automne 2001, la gare de Pertuis est reconnecté au réseau, située sur une variante de la ligne de Marseille à Veynes qui n'est plus desservie depuis le milieu des années 1970. La gare est désormais desservie depuis Marseille par des trains supplémentaires avec origine / terminus Pertuis, et non par rebroussement des trains Marseille - Briançon ou par navettes. Une seconde réouverture, initialement prévue pour 1978, a lieu le 26 mars 2005 entre Cannes-la-Bocca et Grasse. La ligne a été entièrement reconstruite et électrifiée, permettant d'interconnecter les trains avec la desserte Métrazur entre Cannes et Vintimille[réf. souhaitée]. D'autres réouvertures sont inscrites dans le contrat de plan État-région 2002-2006 : Pertuis - Cavaillon, Sorgues - Carpentras et Saint-Auban - Digne, tout comme l'électrification Marseille - Briançon.
Sur le plan du matériel roulant, les investissements portent plus particulièrement sur douze automoteurs « X TER » X 72500 et trente automotrices à deux niveaux « TER 2N » à deux caisses Z 23500. C'est la commande la plus importante pour ce matériel, mis en service à partir d'automne 1998. Le matériel à deux niveaux est censé pallier le manque de capacité sur la section Cannes - Vintimille, qui persiste malgré l'équipement en IPCS entre Nice et Antibes et le raccourcissement de la distance de block dix ans plus tôt. La ligne de Nice à Breil-sur-Roya, au profil difficile, ne bénéficie toujours pas d'un matériel adapté et doit se contenter d'EAD X 4500 bien trop faibles, avant de recevoir une dotation de X 2200. C'est par ailleurs le long de cette ligne que se forme le premier comité de ligne de la région, sur l'initiative du Conseil régional qui a repris le concept du TER Alsace. Jusqu'en 2002, le nombre de comités de ligne en région PACA passe à treize.

### De 2007 à 2016
La région et la SNCF ont signé un contrat d’exploitation des services ferroviaires régionaux (TER) pour la période 2007-2016. Rapidement, la région a protesté contre la mauvaise qualité du service et a sanctionné la SNCF au-delà des pénalités prévues dans le contrat. Des plans d'actions (BoosTer, PrioriT, Rebond…) ont été élaborés pour tenter d'améliorer la régularité. En dépit des espoirs et des annonces, la qualité de service est restée très mauvaise sur toute la période. En 2014, on parle d'annus horribilis, avec plus de 8 % de trains supprimés. Avec le changement de majorité au conseil régional en décembre 2015, l'insatisfaction de la région perdure et devient l'un des thèmes forts du président Estrosi qui invite Guillaume Pepy, le président de la SNCF, à une séance plénière du conseil régional Provence-Alpes-Côte d’Azur. La région et la SNCF évoquent alors la mise en concurrence du TER qui pousse la SNCF à améliorer le rapport qualité prix de ses prestations.
Au terme des dix ans du contrat d’exploitation, la région et la SNCF ne trouvent pas d'accord pour son renouvellement. Le président Estrosi est très critique vis-à-vis de la SNCF : « Je n’ai pas l’intention de faire payer aux 5 millions d’habitants de notre région les délires tarifaires de la SNCF ». La région évoque dès lors son intention de faire appel à d'autres transporteurs que la SNCF ou d'exploiter certaines lignes en régie comme elle le fait déjà pour les Chemins de fer de Provence. Cependant, la loi ne permet pas encore l'exploitation de services sur le réseau ferré national par d'autres que la SNCF.
Le contrat État région prévoit la construction d'une troisième voie Cagnes - Antibes sur 8 km pour un montant de 147 millions d'euros financés par l'État, la région Provence-Alpes-Côte d'Azur, le département des Alpes-Maritimes et Réseau ferré de France. Cet aménagement doit permettre une desserte cadencée comportant un train omnibus toutes les 30 min et un train semi-direct toutes les 30 min, soit quatre TER par heure et par sens et doit profiter à l'ensemble de la relation Grasse - Vintimille en permettant une meilleure cohabitation des trafics TER, TGV et fret,. L'inauguration de cette 3e voie a lieu le 9 décembre 2013 pour une mise en service le 15 décembre suivant.

Le logo avant 2014.

Une gare TER est mise en service le 3 février 2014 dans le quartier d'Arenc à Marseille, afin de desservir la zone Euroméditerranée Arenc. Le montant de cette création s'élève à 3,2 millions d'euros et est financé par la région à 65 %, par la Communauté urbaine Marseille Provence Métropole à 17 %, par RFF à 14 % et par l'État à 4 %.

### En 2017

Logo utilisé de 2014 à l'apparition de la marque Zou !.

En l'absence d'un accord avec la SNCF Mobilités sur une convention d'exploitation du TER, la région a adopté pour l'année 2017 des prescriptions d’exécution d’obligations de service public en se référant au règlement européen no 1370/2007 relatif aux services publics de transport de voyageurs. Cela signifie que la région a fixé unilatéralement dans un document de 400 pages les services à assurer et le montant de la compensation qu'elle versera à la SNCF.
En 2017, des travaux de modernisation du réseau ont été actés. Ils sont financés par les acteurs publics, à hauteur de 696 millions d'euros dans le cadre du contrat de plan État/Région (CPER) 2015-2020, et financé par l'opérateur d'infrastructure (SNCF Réseau) à hauteur de 183 millions d'euros.
Ces travaux concernent notamment : le remplacement du viaduc de la Siagne datant de 1862, le doublement de l’offre TER sur la ligne Cannes-Grasse aux heures de pointe et la modernisation de la ligne Marseille-Aix (4 trains par heure).
En 2016, la région a également demandé à la SNCF de mettre fin aux contrôles pour pouvoir financer des équipes mobiles d’intervention.
D'autres modifications ont également lieu, comme :
- l’installation de portiques dans des gares (huit gares avec portiques fixes, et 39 avec portiques mobiles), pour un montant de 556 000 euros. Le conseil régional supporte des frais de fonctionnement de 5,1 millions d'euros par an ;
- l'installation de caméras numériques équipées d'un logiciel d'hypervision, pour 2,8 millions d'euros d'investissement ;
- l'installation de tourniquets avec contrôle automatique des billets, pour 2,5 millions d'euros avec un coût annuel de 150 000 euros[22].

Cette approche a permis de réduire le nombre d'employés aux contrôles, passant de 11 000 en 2012 à 9 000 en 2017, avec un objectif de 5 000.
Entre le 16 mai 2017 et septembre 2017, les premiers portiques fixes des gares d'Arles, Aix-en-Provence-Centre, Les Arcs-Draguignan et Cagnes-sur-Mer sont installés.

### En 2018
En l'absence de contrat et en l'absence de paiement, la SNCF se dit en attente de négociations pour trouver un mode de fonctionnement qui permette d'acheter et de faire rouler des trains avec la mise en concurrence.

### En 2019
La région et la SNCF ont signé, le 17 janvier 2019, une convention pour une durée de 5 ans. L'ouverture à la concurrence voulue par le président de la région a poussé la SNCF à faire baisser son prix. Pour y parvenir, la SNCF et la région ont décidé de réduire l'ouverture de guichets de gares TER, jugés non indispensables car les billets peuvent ou doivent être achetés soit par des technologies numériques personnelles (ordinateurs et smartphones), soit par des bornes automatiques présentes en gares. La question de la présence systématique d'un contrôleur, sur certains trains, se pose également dans cette logique de réduction des coûts.
En décembre 2019, la région est la première à lancer une « procédure de délégation de service public ». Les deux lots concernent la liaison Marseille – Toulon – Nice (pour le premier) et des lignes autour de Nice (pour le second). Les contrats ainsi prévus représentent un montant de 1,78 milliard d'euros, sur une durée de dix ans.

### En 2021
En septembre 2021, après une demande de manifestation d'intérêt relative à l'ouverture à la concurrence de certaines lignes TER, la région a attribué la ligne Marseille – Toulon – Les Arcs – Saint-Raphaël – Cannes – Antibes – Nice à l'entreprise française Transdev. La SNCF est ainsi détrônée pour la première fois en France par une autre société de transport ferroviaire. Elle a toutefois réussi à conserver les autres lignes ferroviaires ouvertes à la concurrence. Transdev n'exploitera la ligne Marseille – Nice qu'à partir de 2025, le temps de créer un technicentre et de remplacer certaines rames vieillissantes.

### En 2025
Depuis le dimanche 29 Juin 2025, Transdev exploite la ligne Marseille – Toulon – Les Arcs – Saint-Raphaël – Cannes – Antibes – Nice avec ses nouveaux trains Omneo, mais le constructeur a pris du retard, toutes les rames n'ont pas été livrées alors Transdev a du louer des R2GION et des Regiolis aux autres régions (Région Bourgogne Franche-Comté, Grand-Est,...) et exploite le nouveau technicentre. Transdev promet un train toutes les heures entre 5h et 22h, 14 trains par jour en semaine, et 16 trains par jour les week-ends. Les Omneo sont équipés de distributeurs automatiques (nourriture et café), du wi-fi à bord. Transdev s'engage à respecter un taux de ponctualité de 97,5% contre 80% pour SNCF Voyageurs,,,,,,,,,.

## Relations TER

Carte des infrastructures ferroviaires en Provence-Alpes-Côte d'Azur (en 2020), dont une partie est utilisée par les liaisons commerciales TER.

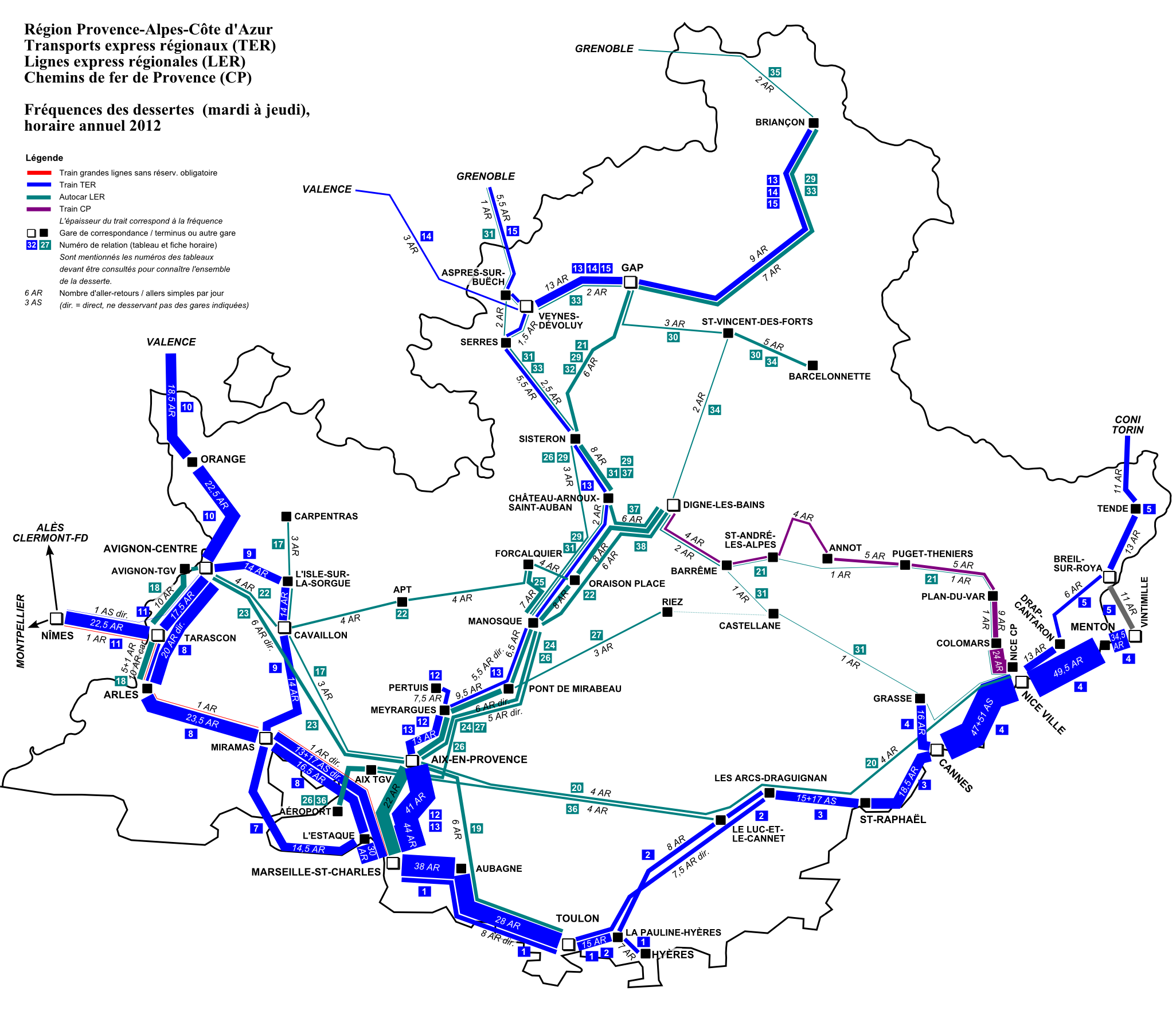
Fréquence de la desserte les jours-type de pleine semaine (mardi à jeudi), horaire annuel 2012.

Le TER Provence-Alpes-Côte d'Azur couvre l'ensemble des lignes classiques ouvertes au trafic voyageurs sur la région, avec toutefois deux exceptions. Les Chemins de fer de Provence avec leur ligne de Nice à Digne à voie métrique n'appartiennent pas au réseau TER PACA, bien que l'autorité organisatrice de transport soit également la Région PACA. En outre, sur la ligne de Tende, la plupart des trains sont assurés par Trenitalia et ne constituent pas des TER dans le sens propre du terme, mais pour les voyages entre Breil-sur-Roya et Tende, les conditions tarifaires sont identiques. La courte section au sud de Breil-sur-Roya jusqu'à la frontière italienne ne comporte plus aucun point d'arrêt et ne peut donc être parcourue qu'avec des billets internationaux, de même pour un transit par Vintimille. Le réseau a connu, en 2010, une fréquentation de 964 200 000 voyageurs-km et une offre de 10 500 000 train-km, se composant de 4 500 circulations de trains par semaine, circulant sur un réseau ferroviaire de 1 008 km. Cette offre représente 2,15 train-km par habitant et par an, ou 334,4 train-km par km². 145 gares et points d'arrêt donnent accès aux trains. Le nombre de voyageurs par moyenne journalière est de 64 300 environ, ce qui équivaut 4,8 voyages par habitant et par an, sur une distance moyenne de 41,2 km. Les trains sont occupés par 92 personnes en moyenne.
Depuis le 14 décembre 2008, les dessertes TER sont cadencées sur les principales relations, notamment entre Marseille - Aix-en-Provence (deux à trois trains par heure et par sens), et sur la Côte d'Azur (un train toutes les demi-heures par sens entre Cannes et Vintimille).
Les relations desservies par des trains TER sont résumées dans le tableau ci-dessous. Les numéros des lignes correspondent à ceux utilisés en 2023 pour les documents horaires. Pour plus de clarté, il a été évité qu'une même section de ligne figure sous plusieurs numéros, sauf si la logique des dessertes s'y oppose. Est retenu le numéro qui renvoie sans équivoque à la section concernée, même si certaines stations ne figurent pas dans la fiche horaire correspondante (cas de la relation no 8). Sur les relations no 13 / 14 / 15, les trains sont complétés par des autocars ; de ce fait, le tableau n'en tient pas compte. Est considérée comme fonctionnant en soirée une ligne dont le dernier départ a lieu après 20 h 30, si ce train effectue la totalité du parcours. Sur des parcours partiels, les lignes peuvent donc fonctionner en soirée sans que cela soit indiqué dans le tableau. Ces renseignements se portent sur le cas le plus représentatif, soit les jours du lundi au vendredi hors jours fériés. La durée du voyage peut varier en fonction des différents services, bien que les horaires soient cadencés sur la plupart des liaisons. Est indiquée la durée du voyage la plus représentative, s'appliquant aux trains couvrant l'ensemble de la relation, qui le plus souvent ne s'arrêtent pas dans l'ensemble des gares.
| Ligne | Caractéristiques | Caractéristiques                                  | Caractéristiques                                  | Caractéristiques                                  | Caractéristiques                                                                                   | Caractéristiques                                  | Caractéristiques                                  | Caractéristiques                                  | Caractéristiques                                  |
| 01    | Marseille ⥋ Hyères | Marseille ⥋ Hyères                                | Marseille ⥋ Hyères                                | Marseille ⥋ Hyères                                | Marseille ⥋ Hyères                                                                                 | Marseille ⥋ Hyères                                | Marseille ⥋ Hyères                                | Marseille ⥋ Hyères                                | Marseille ⥋ Hyères                                |
| ----- | --- | ------------------------------------------------- | ------------------------------------------------- | ------------------------------------------------- | -------------------------------------------------------------------------------------------------- | ------------------------------------------------- | ------------------------------------------------- | ------------------------------------------------- | ------------------------------------------------- |
| 01    | Ouverture / Fermeture — / — | Longueur 87,1 km                                  | Durée 81 min                                      | Nb. d’arrêts 17                                   | Matériel B 84500, Z 23500, Z 26500, Z 55500                                                        | Jours de fonctionnement —                         | Jour / Soir / Nuit / Fêtes O / O / N / O          | Voy. / an —                                       | Exploitant : SNCF Voyageurs                       |
| 01    | Desserte : Marseille-Blancarde, La Pomme, Saint-Marcel, La Barasse, La Penne-sur-Huveaune, Aubagne, Cassis, La Ciotat-Ceyreste, St-Cyr-Les-Lecques, Bandol, Ollioules-Sanary-sur-Mer, La Seyne-Six-Fours, Toulon, La Garde, La Pauline-Hyères, La Crau. |                                                   |                                                   |                                                   | |                                                   |                                                   |                                                   |                                                   |
| 01    | Autre : |                                                   |                                                   |                                                   | |                                                   |                                                   |                                                   |                                                   |
| 01    | Dernière actualisation : — |                                                   |                                                   |                                                   | |                                                   |                                                   |                                                   |                                                   |
| 02    | Toulon ⥋ Les Arcs-Draguignan | Toulon ⥋ Les Arcs-Draguignan                      | Toulon ⥋ Les Arcs-Draguignan                      | Toulon ⥋ Les Arcs-Draguignan                      | Toulon ⥋ Les Arcs-Draguignan                                                                       | Toulon ⥋ Les Arcs-Draguignan                      | Toulon ⥋ Les Arcs-Draguignan                      | Toulon ⥋ Les Arcs-Draguignan                      | Toulon ⥋ Les Arcs-Draguignan                      |
| 02    | Ouverture / Fermeture — / — | Longueur 68,6 km                                  | Durée 58 min                                      | Nb. d’arrêts 12                                   | Matériel Z 23500, Z 26500, Z 55500                                                                 | Jours de fonctionnement —                         | Jour / Soir / Nuit / Fêtes O / O / N / O          | Voy. / an —                                       | Exploitant : SNCF Voyageurs                       |
| 02    | Desserte : La Garde, La Pauline-Hyères, Solliès-Pont, Cuers-Pierrefeu, Puget-Ville, Carnoules, Pignans, Gonfaron, Le-Luc-et-le-Cannet, Vidauban. |                                                   |                                                   |                                                   | |                                                   |                                                   |                                                   |                                                   |
| 02    | Autre : |                                                   |                                                   |                                                   | |                                                   |                                                   |                                                   |                                                   |
| 02    | Dernière actualisation : — |                                                   |                                                   |                                                   | |                                                   |                                                   |                                                   |                                                   |
| 03    | Nice-Ville ⥋ Les Arcs-Draguignan | Nice-Ville ⥋ Les Arcs-Draguignan                  | Nice-Ville ⥋ Les Arcs-Draguignan                  | Nice-Ville ⥋ Les Arcs-Draguignan                  | Nice-Ville ⥋ Les Arcs-Draguignan                                                                   | Nice-Ville ⥋ Les Arcs-Draguignan                  | Nice-Ville ⥋ Les Arcs-Draguignan                  | Nice-Ville ⥋ Les Arcs-Draguignan                  | Nice-Ville ⥋ Les Arcs-Draguignan                  |
| 03    | Ouverture / Fermeture — / — | Longueur 88,6 km                                  | Durée 94 min                                      | Nb. d’arrêts 22                                   | Matériel Z 23500, Z 26500, Z 55500                                                                 | Jours de fonctionnement —                         | Jour / Soir / Nuit / Fêtes O / N / N / O          | Voy. / an —                                       | Exploitant : SNCF Voyageurs                       |
| 03    | Desserte : Nice-St-Augustin, St-Laurent-du-Var, Cros-de-Cagnes, Cagnes-sur-Mer, Villeneuve-Loubet-Plage, Biot, Antibes, Juan-les-Pins, Golfe-Juan-Vallauris, Cannes, Cannes-la-Bocca, Mandelieu-la-Napoule, Théoule-sur-Mer, Le Trayas, Anthéor-Cap-Roux, Agay, Le Dramont, Boulouris-sur-Mer, St-Raphaël-Valescure, Fréjus.                                                                                      |                                                   |                                                   |                                                   | |                                                   |                                                   |                                                   |                                                   |
| 03    | Autre : |                                                   |                                                   |                                                   | |                                                   |                                                   |                                                   |                                                   |
| 03    | Dernière actualisation : — |                                                   |                                                   |                                                   | |                                                   |                                                   |                                                   |                                                   |
| 04    | Grasse ⥋ VintimilleVentimiglia | Grasse ⥋ VintimilleVentimiglia                    | Grasse ⥋ VintimilleVentimiglia                    | Grasse ⥋ VintimilleVentimiglia                    | Grasse ⥋ VintimilleVentimiglia                                                                     | Grasse ⥋ VintimilleVentimiglia                    | Grasse ⥋ VintimilleVentimiglia                    | Grasse ⥋ VintimilleVentimiglia                    | Grasse ⥋ VintimilleVentimiglia                    |
| 04    | Ouverture / Fermeture — / — | Longueur 85,3 km                                  | Durée 125 min                                     | Nb. d’arrêts 28                                   | Matériel Z 26500, Z 55500                                                                          | Jours de fonctionnement —                         | Jour / Soir / Nuit / Fêtes O / O / N / O          | Voy. / an —                                       | Exploitant : SNCF Voyageurs                       |
| 04    | Desserte : Grasse, Mouans-Sartoux, Ranguin, La Frayère, Le Bosquet, Cannes, Golfe-Juan-Vallauris, Juan-les Pins, Antibes, Biot, Villeneuve-Loubet-Plage, Cagnes-sur-Mer, Cros-de-Cagnes, St-Laurent-du-Var, Nice-St-Augustin, Nice-Ville, Nice-Riquier, Villefranche-sur-Mer, Beaulieu-sur-Mer, Èze, Cap-d'Ail, Monaco-Monte-Carlo, Cap Martin Roquebrune, Carnolès, Menton, Menton-Garavan, Ventimiglia-Stazione |                                                   |                                                   |                                                   | |                                                   |                                                   |                                                   |                                                   |
| 04    | Autre : |                                                   |                                                   |                                                   | |                                                   |                                                   |                                                   |                                                   |
| 04    | Dernière actualisation : — |                                                   |                                                   |                                                   | |                                                   |                                                   |                                                   |                                                   |
| 05    | Nice-Ville ⥋ Breil /Tende | Nice-Ville ⥋ Breil /Tende                         | Nice-Ville ⥋ Breil /Tende                         | Nice-Ville ⥋ Breil /Tende                         | Nice-Ville ⥋ Breil /Tende                                                                          | Nice-Ville ⥋ Breil /Tende                         | Nice-Ville ⥋ Breil /Tende                         | Nice-Ville ⥋ Breil /Tende                         | Nice-Ville ⥋ Breil /Tende                         |
| 05    | Ouverture / Fermeture — / — | Longueur 143,5 km                                 | Durée 189 min                                     | Nb. d’arrêts 26                                   | Matériel X 76500                                                                                   | Jours de fonctionnement —                         | Jour / Soir / Nuit / Fêtes O / N / N / O          | Voy. / an —                                       | Exploitant : SNCF Voyageurs                       |
| 05    | Desserte : Nice-Ville, Nice Pont Michel, L'Ariane-la-Trinité, La Trinité-Victor Drap-Cantaron, Fontanil-Lycée de Drap, Peillon-Ste-Thècle, Peille, L'Escarène, Sospel, Breil-sur-Roya, Fontan Saorge, St-Dalmas-de-Tende, La Brigue, Tende |                                                   |                                                   |                                                   | |                                                   |                                                   |                                                   |                                                   |
| 05    | Autre : |                                                   |                                                   |                                                   | |                                                   |                                                   |                                                   |                                                   |
| 05    | Dernière actualisation : — |                                                   |                                                   |                                                   | |                                                   |                                                   |                                                   |                                                   |
| 06    | Marseille ⥋ Nice-Ville | Marseille ⥋ Nice-Ville                            | Marseille ⥋ Nice-Ville                            | Marseille ⥋ Nice-Ville                            | Marseille ⥋ Nice-Ville                                                                             | Marseille ⥋ Nice-Ville                            | Marseille ⥋ Nice-Ville                            | Marseille ⥋ Nice-Ville                            | Marseille ⥋ Nice-Ville                            |
| 06    | Ouverture / Fermeture — / — | Longueur —                                        | Durée 166 min                                     | Nb. d’arrêts 9                                    | Matériel BB 22200 + Corail, Z 26500, Z 55500 (jusqu'au 28/06/2025) Regio 2N (depuis le 29/06/2025) | Jours de fonctionnement L, Ma, Me, J, V, S, D     | Jour / Soir / Nuit / Fêtes O / O / N / O          | Voy. / an —                                       | Exploitant : Transdev (depuis le 29/06/2025)      |
| 06    | Desserte : Marseille-St-Charles, Toulon, Carnoules, Les Arcs-Draguignan, Fréjus, St-Raphaël, Cannes, Antibes, Nice-Ville |                                                   |                                                   |                                                   | |                                                   |                                                   |                                                   |                                                   |
| 06    | Autre : |                                                   |                                                   |                                                   | |                                                   |                                                   |                                                   |                                                   |
| 06    | Dernière actualisation : — |                                                   |                                                   |                                                   | |                                                   |                                                   |                                                   |                                                   |
| 7A    | Marseille ⥋ Miramas via Rognac | Marseille ⥋ Miramas via Rognac                    | Marseille ⥋ Miramas via Rognac                    | Marseille ⥋ Miramas via Rognac                    | Marseille ⥋ Miramas via Rognac                                                                     | Marseille ⥋ Miramas via Rognac                    | Marseille ⥋ Miramas via Rognac                    | Marseille ⥋ Miramas via Rognac                    | Marseille ⥋ Miramas via Rognac                    |
| 7A    | Ouverture / Fermeture — / — | Longueur —                                        | Durée —                                           | Nb. d’arrêts 6                                    | Matériel —                                                                                         | Jours de fonctionnement —                         | Jour / Soir / Nuit / Fêtes O / O / N / O          | Voy. / an —                                       | Exploitant : SNCF Voyageurs                       |
| 7A    | Desserte : Arenc Marseille-Euroméditerranée, l'Estaque, Gare de Pas-des-Lanciers, Gare de Vitrolles-Aéroport-Marseille-Provence, Gare de Rognac, Gare de Saint-Chamas |                                                   |                                                   |                                                   | |                                                   |                                                   |                                                   |                                                   |
| 7A    | Autre : |                                                   |                                                   |                                                   | |                                                   |                                                   |                                                   |                                                   |
| 7A    | Dernière actualisation : — |                                                   |                                                   |                                                   | |                                                   |                                                   |                                                   |                                                   |
| 7B    | Marseille ⥋ Miramas via Port-de-Bouc | Marseille ⥋ Miramas via Port-de-Bouc              | Marseille ⥋ Miramas via Port-de-Bouc              | Marseille ⥋ Miramas via Port-de-Bouc              | Marseille ⥋ Miramas via Port-de-Bouc                                                               | Marseille ⥋ Miramas via Port-de-Bouc              | Marseille ⥋ Miramas via Port-de-Bouc              | Marseille ⥋ Miramas via Port-de-Bouc              | Marseille ⥋ Miramas via Port-de-Bouc              |
| 7B    | Ouverture / Fermeture — / — | Longueur 71,2 km                                  | Durée 78 min                                      | Nb. d’arrêts 16                                   | Matériel X 72500, B 81500, B 84500                                                                 | Jours de fonctionnement —                         | Jour / Soir / Nuit / Fêtes O / O / N / O          | Voy. / an —                                       | Exploitant: SNCF Voyageurs                        |
| 7B    | Desserte : Arenc Marseille-Euroméditerranée, l'Estaque, Niolon, La Redonne-Ensuès, Carry-le-Rouet, Sausset-les-Pins, La Couronne-Carro, Martigues, Croix-Sainte, Port-de-Bouc, Fos-sur-Mer, Rassuen, Istres |                                                   |                                                   |                                                   | |                                                   |                                                   |                                                   |                                                   |
| 7B    | Autre : |                                                   |                                                   |                                                   | |                                                   |                                                   |                                                   |                                                   |
| 7B    | Dernière actualisation : — |                                                   |                                                   |                                                   | |                                                   |                                                   |                                                   |                                                   |
| 08    | Marseille ⥋ Avignon-Centre via Arles et Tarascon | Marseille ⥋ Avignon-Centre via Arles et Tarascon  | Marseille ⥋ Avignon-Centre via Arles et Tarascon  | Marseille ⥋ Avignon-Centre via Arles et Tarascon  | Marseille ⥋ Avignon-Centre via Arles et Tarascon                                                   | Marseille ⥋ Avignon-Centre via Arles et Tarascon  | Marseille ⥋ Avignon-Centre via Arles et Tarascon  | Marseille ⥋ Avignon-Centre via Arles et Tarascon  | Marseille ⥋ Avignon-Centre via Arles et Tarascon  |
| 08    | Ouverture / Fermeture — / — | Longueur 120,7 km                                 | Durée 69 min                                      | Nb. d’arrêts 7                                    | Matériel B 81500, B 84500                                                                          | Jours de fonctionnement —                         | Jour / Soir / Nuit / Fêtes O / O / N / O          | Voy. / an —                                       | Exploitant : SNCF Voyageurs                       |
| 08    | Desserte : Marseille-St-Charles, Vitrolles, Miramas, St-Martin-de-Crau, Arles, Tarascon, Avignon-Centre |                                                   |                                                   |                                                   | |                                                   |                                                   |                                                   |                                                   |
| 08    | Autre : |                                                   |                                                   |                                                   | |                                                   |                                                   |                                                   |                                                   |
| 08    | Dernière actualisation : — |                                                   |                                                   |                                                   | |                                                   |                                                   |                                                   |                                                   |
| 09    | Marseille ⥋ Avignon-Centre via Salon et Cavaillon | Marseille ⥋ Avignon-Centre via Salon et Cavaillon | Marseille ⥋ Avignon-Centre via Salon et Cavaillon | Marseille ⥋ Avignon-Centre via Salon et Cavaillon | Marseille ⥋ Avignon-Centre via Salon et Cavaillon                                                  | Marseille ⥋ Avignon-Centre via Salon et Cavaillon | Marseille ⥋ Avignon-Centre via Salon et Cavaillon | Marseille ⥋ Avignon-Centre via Salon et Cavaillon | Marseille ⥋ Avignon-Centre via Salon et Cavaillon |
| 09    | Ouverture / Fermeture — / — | Longueur 121,3 km                                 | Durée 108 min                                     | Nb. d’arrêts 16                                   | Matériel B 81500, B 84500                                                                          | Jours de fonctionnement —                         | Jour / Soir / Nuit / Fêtes O / N / N / O          | Voy. / an —                                       | Exploitant : SNCF Voyageurs                       |
| 09    | Desserte : Marseille-St-Charles, Vitrolles, Miramas, Salon, Lamanon, Sénas, Orgon, Cavaillon, L'Isle-sur-la-Sorgue, Le Thor, Gadagne, St-Saturnin-d'Avignon, Morières-lès-Avignon, Montfavet, Avignon-Centre, Avignon-TGV |                                                   |                                                   |                                                   | |                                                   |                                                   |                                                   |                                                   |
| 09    | Autre : |                                                   |                                                   |                                                   | |                                                   |                                                   |                                                   |                                                   |
| 09    | Dernière actualisation : — |                                                   |                                                   |                                                   | |                                                   |                                                   |                                                   |                                                   |
| 10    | Lyon-Part-Dieu ⥋ Marseille | Lyon-Part-Dieu ⥋ Marseille                        | Lyon-Part-Dieu ⥋ Marseille                        | Lyon-Part-Dieu ⥋ Marseille                        | Lyon-Part-Dieu ⥋ Marseille                                                                         | Lyon-Part-Dieu ⥋ Marseille                        | Lyon-Part-Dieu ⥋ Marseille                        | Lyon-Part-Dieu ⥋ Marseille                        | Lyon-Part-Dieu ⥋ Marseille                        |
| 10    | Ouverture / Fermeture — / — | Longueur —                                        | Durée 230 min                                     | Nb. d’arrêts 15                                   | Matériel —                                                                                         | Jours de fonctionnement —                         | Jour / Soir / Nuit / Fêtes — / — / — / —          | Voy. / an —                                       | Exploitant : SNCF Voyageurs                       |
| 10    | Desserte : Marseille-St-Charles, Vitrolles, Miramas, St-Martin-de-Crau, Arles, Avignon-Centre, Sorgues-Châteauneuf-du-Pape, Bédarrides, Courthézon, Orange, Bollène-la-Croisière, Pierrelatte, Montélimar, Valence-Ville, Lyon Perrache, Lyon-Part-Dieu |                                                   |                                                   |                                                   | |                                                   |                                                   |                                                   |                                                   |
| 10    | Autre : |                                                   |                                                   |                                                   | |                                                   |                                                   |                                                   |                                                   |
| 10    | Dernière actualisation : — |                                                   |                                                   |                                                   | |                                                   |                                                   |                                                   |                                                   |
| 11    | Marseille ⥋ Montpellier | Marseille ⥋ Montpellier                           | Marseille ⥋ Montpellier                           | Marseille ⥋ Montpellier                           | Marseille ⥋ Montpellier                                                                            | Marseille ⥋ Montpellier                           | Marseille ⥋ Montpellier                           | Marseille ⥋ Montpellier                           | Marseille ⥋ Montpellier                           |
| 11    | Ouverture / Fermeture — / — | Longueur —                                        | Durée 121 min                                     | Nb. d’arrêts 10                                   | Matériel —                                                                                         | Jours de fonctionnement —                         | Jour / Soir / Nuit / Fêtes — / — / — / —          | Voy. / an —                                       | Exploitant : SNCF Voyageurs                       |
| 11    | Desserte : Marseille-St-Charles, Vitrolles, Miramas, St-Martin-de-Crau, Arles, Tarascon, Nîmes Pont du Gard, Nîmes, Lunel, Montpellier-St-Roch |                                                   |                                                   |                                                   | |                                                   |                                                   |                                                   |                                                   |
| 11    | Autre : |                                                   |                                                   |                                                   | |                                                   |                                                   |                                                   |                                                   |
| 11    | Dernière actualisation : — |                                                   |                                                   |                                                   | |                                                   |                                                   |                                                   |                                                   |
| 12    | Marseille ⥋ Pertuis | Marseille ⥋ Pertuis                               | Marseille ⥋ Pertuis                               | Marseille ⥋ Pertuis                               | Marseille ⥋ Pertuis                                                                                | Marseille ⥋ Pertuis                               | Marseille ⥋ Pertuis                               | Marseille ⥋ Pertuis                               | Marseille ⥋ Pertuis                               |
| 12    | Ouverture / Fermeture — / — | Longueur 68,8 km                                  | Durée 74 min                                      | Nb. d’arrêts 11                                   | Matériel X 72500, B 81500                                                                          | Jours de fonctionnement —                         | Jour / Soir / Nuit / Fêtes O / O / O / O          | Voy. / an —                                       | Exploitant : SNCF Voyageurs                       |
| 12    | Desserte : Marseille-St-Charles, Picon-Busserine, Ste-Marthe-en-Provence, Saint-Joseph-le-Castellas, St-Antoine, Septèmes, Simiane, Gardanne, Aix-en-Provence, Meyrargues, Pertuis |                                                   |                                                   |                                                   | |                                                   |                                                   |                                                   |                                                   |
| 12    | Autre : |                                                   |                                                   |                                                   | |                                                   |                                                   |                                                   |                                                   |
| 12    | Dernière actualisation : — |                                                   |                                                   |                                                   | |                                                   |                                                   |                                                   |                                                   |
| 13    | Marseille ⥋ Briançon | Marseille ⥋ Briançon                              | Marseille ⥋ Briançon                              | Marseille ⥋ Briançon                              | Marseille ⥋ Briançon                                                                               | Marseille ⥋ Briançon                              | Marseille ⥋ Briançon                              | Marseille ⥋ Briançon                              | Marseille ⥋ Briançon                              |
| 13    | Ouverture / Fermeture — / — | Longueur 311,7 km                                 | Durée 270 min                                     | Nb. d’arrêts 18                                   | Matériel X 72500, B 81500                                                                          | Jours de fonctionnement —                         | Jour / Soir / Nuit / Fêtes O / N / N / O          | Voy. / an —                                       | Exploitant : SNCF Voyageurs                       |
| 13    | Desserte : Marseille-St-Charles, Gardanne, Aix-en-Provence, Meyrargues, Manosque, La Brillanne-Oraison, Château-Arnoux-St-Auban, Sisteron, Laragne, Serres, Veynes-Dévoluy, Gap, Chorges, Embrun, Montdauphin-Guillestre, L'Argentière-les-Écrins, Briançon |                                                   |                                                   |                                                   | |                                                   |                                                   |                                                   |                                                   |
| 13    | Autre : |                                                   |                                                   |                                                   | |                                                   |                                                   |                                                   |                                                   |
| 13    | Dernière actualisation : — |                                                   |                                                   |                                                   | |                                                   |                                                   |                                                   |                                                   |
| 14    | Valence ⥋ Briançon | Valence ⥋ Briançon                                | Valence ⥋ Briançon                                | Valence ⥋ Briançon                                | Valence ⥋ Briançon                                                                                 | Valence ⥋ Briançon                                | Valence ⥋ Briançon                                | Valence ⥋ Briançon                                | Valence ⥋ Briançon                                |
| 14    | Ouverture / Fermeture — / — | Longueur 365 km                                   | Durée 240 min                                     | Nb. d’arrêts 14                                   | Matériel —                                                                                         | Jours de fonctionnement —                         | Jour / Soir / Nuit / Fêtes O / N / N / O          | Voy. / an —                                       | Exploitant : SNCF Voyageurs                       |
| 14    | Desserte : Romans - Bourg-de-Péage, Valence-TGV, Valence-Ville, Livron, Crest, Saillans, Die, Luc-en-Diois, Veynes-Dévoluy, Gap, Chorges, Embrun, Montdauphin-Guillestre, L'Argentière-les-Écrins, Briançon |                                                   |                                                   |                                                   | |                                                   |                                                   |                                                   |                                                   |
| 14    | Autre : |                                                   |                                                   |                                                   | |                                                   |                                                   |                                                   |                                                   |
| 14    | Dernière actualisation : — |                                                   |                                                   |                                                   | |                                                   |                                                   |                                                   |                                                   |
| 16    | Carpentras ⥋ Avignon-Centre ⥋ Avignon-TGV | Carpentras ⥋ Avignon-Centre ⥋ Avignon-TGV         | Carpentras ⥋ Avignon-Centre ⥋ Avignon-TGV         | Carpentras ⥋ Avignon-Centre ⥋ Avignon-TGV         | Carpentras ⥋ Avignon-Centre ⥋ Avignon-TGV                                                          | Carpentras ⥋ Avignon-Centre ⥋ Avignon-TGV         | Carpentras ⥋ Avignon-Centre ⥋ Avignon-TGV         | Carpentras ⥋ Avignon-Centre ⥋ Avignon-TGV         | Carpentras ⥋ Avignon-Centre ⥋ Avignon-TGV         |
| 16    | Avignon TGV ⥋ Carpentras |                                                   |                                                   |                                                   | |                                                   |                                                   |                                                   |                                                   |
| 16    | Ouverture / Fermeture — / — | Longueur —                                        | Durée —                                           | Nb. d’arrêts 6                                    | Matériel —                                                                                         | Jours de fonctionnement —                         | Jour / Soir / Nuit / Fêtes — / — / — / —          | Voy. / an —                                       | Exploitant : SNCF Voyageurs                       |
| 16    | Desserte : Gare d'Avignon TGV, Gare d'Avignon-Centre |                                                   |                                                   |                                                   | |                                                   |                                                   |                                                   |                                                   |
| 16    | Autre : |                                                   |                                                   |                                                   | |                                                   |                                                   |                                                   |                                                   |
| 16    | Dernière actualisation : — |                                                   |                                                   |                                                   | |                                                   |                                                   |                                                   |                                                   |

Le TER Provence-Alpes-Côte d'Azur ne comporte plus de relations assurées par autocar. Elles sont toutes sorties de la convention TER, y compris les services complémentaires aux trains TER le long des voies ferrées. Sous la dénomination LER Provence-Alpes-Côte d'Azur (désormais pleinement intégrées au réseau Zou !), elles sont organisées directement par le conseil régional sous le régime de délégation de service public. Au nombre de dix-neuf (sans compter les nos 24, 37 et 38), les LER comportent également des lignes initialement exploitées par des sociétés privées pour leur propre compte, avec concession accordée par le conseil régional. Les tarifs SNCF sont acceptés le long des relations Arles - Avignon, Serres - Veynes-Dévoluy et Gap - Briançon, exception faite des groupes.

## Tarification

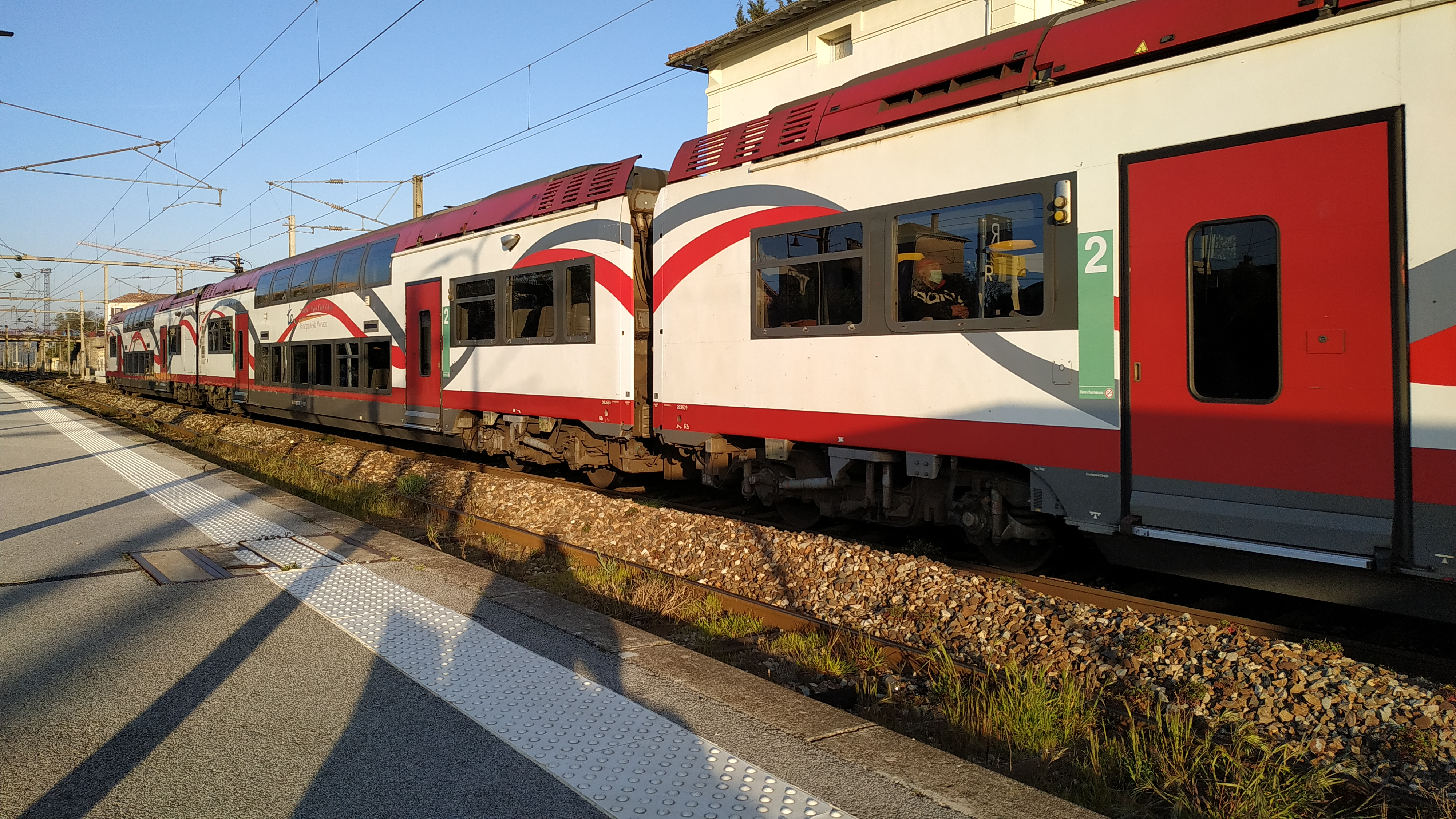
Une rame Z 26500 en livrée Monaco.

Les tarifs de base définis par SNCF Voyageurs pour les services d'intérêt national s'appliquent sur le TER Provence-Alpes-Côte d'Azur. En complément, la région propose des formules tarifaires spécifiques, se divisant en tarifs tout public et tarifs soumis à des conditions d'éligibilité. Les formules tarifaires disponibles sur tout le territoire de la région PACA se résument dans la gamme Zou ! et se chargent parfois sur une carte de billettique spécifique. Nominative, la carte billettique sans contact Zou ! est uniquement applicable sur le réseau où elle a été achetée : trains TER / CP, bus / cars régionaux.

### Tarifs tout public
Les abonnements nominatifs Zou ! existent en version mensuelle et annuelle (douze mois consécutifs) et sont vendus sans justificatifs requis. Ils s'appliquent sur un parcours au choix au sein de la région, sans limitation de la distance. En cas d'utilisation régulière, cinq jours par semaine, la réduction par rapport au plein tarif est de 75 % environ. Les abonnements Zou ! sont également disponibles en version intermodale : Pour quelques euros de plus, l'usager peut choisir plusieurs réseaux de transports urbains à la carte.
Les abonnements zonaux permettent un accès illimité à tous les réseaux de transports régionaux et urbains, dans les Alpes-Maritimes avec le Pass SUDAZUR et dans la métropole Aix-Marseille-Provence avec le Pass Intégral. Ces deux abonnements peuvent être annuels ou mensuels
La carte ZOU ! Malin permet de bénéficier d'une réduction de 30% sur le réseau régional Zou !, au prix de 30€ par an. La réduction est aussi valable pour l’accompagnant du titulaire de la carte.
D'autres cartes sont disponibles, tels que le Pass Sûreté, Côte Bleue, Pic de Pollution, Journée...

### Tarifs soumis à des conditions d'éligibilité
La carte Zou ! Études est un abonnement réservé pour les 3 à 26 ans, domiciliés et scolarisés en Provence-Alpes-Côte d'Azur. Pour un prix de 90 € par année, elle donne droit à la libre circulation entre le domicile et le lieu d'études ainsi qu'à l'édition de billets gratuits pour l'ensemble des trains sans réservation obligatoire de la région Provence-Alpes-Côte d'Azur.
La carte Zou ! Solidaire / Zou ! Solidaire+ est une carte de réduction gratuite, offrant 50% et 90% de réduction destinée aux personnes à faibles revenus. Sur présentation des justificatifs requis, la carte Zou ! Solidaire est délivrée aux usagers ayant un quotient familial compris entre 710 et 501€ / mois ou percevant l'allocation de solidarité. La carte Zou ! Solidaire+ est délivrée aux usagers ayant un quotient familial inférieur à 500€ / mois ou percevant l'AAH.

## Particularités régionales
Des retards très fréquents, voire des annulations de circulations, affectent de façon périodique l'ensemble du réseau. Ces perturbations trouvent leurs sources dans divers facteurs internes (conflits sociaux, tensions matériels, panne etc.) ou externes (impact d'autres circulations, accidents de personne, éboulement, rupture caténaire etc.). Provence-Alpes-Côte d'Azur est la région où les trains sont les moins ponctuels.
En 2010 et 2011, la SNCF engage conjointement avec le conseil Régional[Qui ?] un plan d'amélioration de la qualité de l'exploitation vendu sous le nom Priori'T. Un premier bilan fait apparaître de bons résultats. Il est suivi en 2014, par le Plan commercial BoosTER Paca avec des mesures principalement liées à l'exploitant et notamment à la maintenance du matériel roulant. En effet, le développement de l'offre se révèle très vite contraint par l'organisation actuelle[Quand ?].

## Matériel roulant

### Identité visuelle

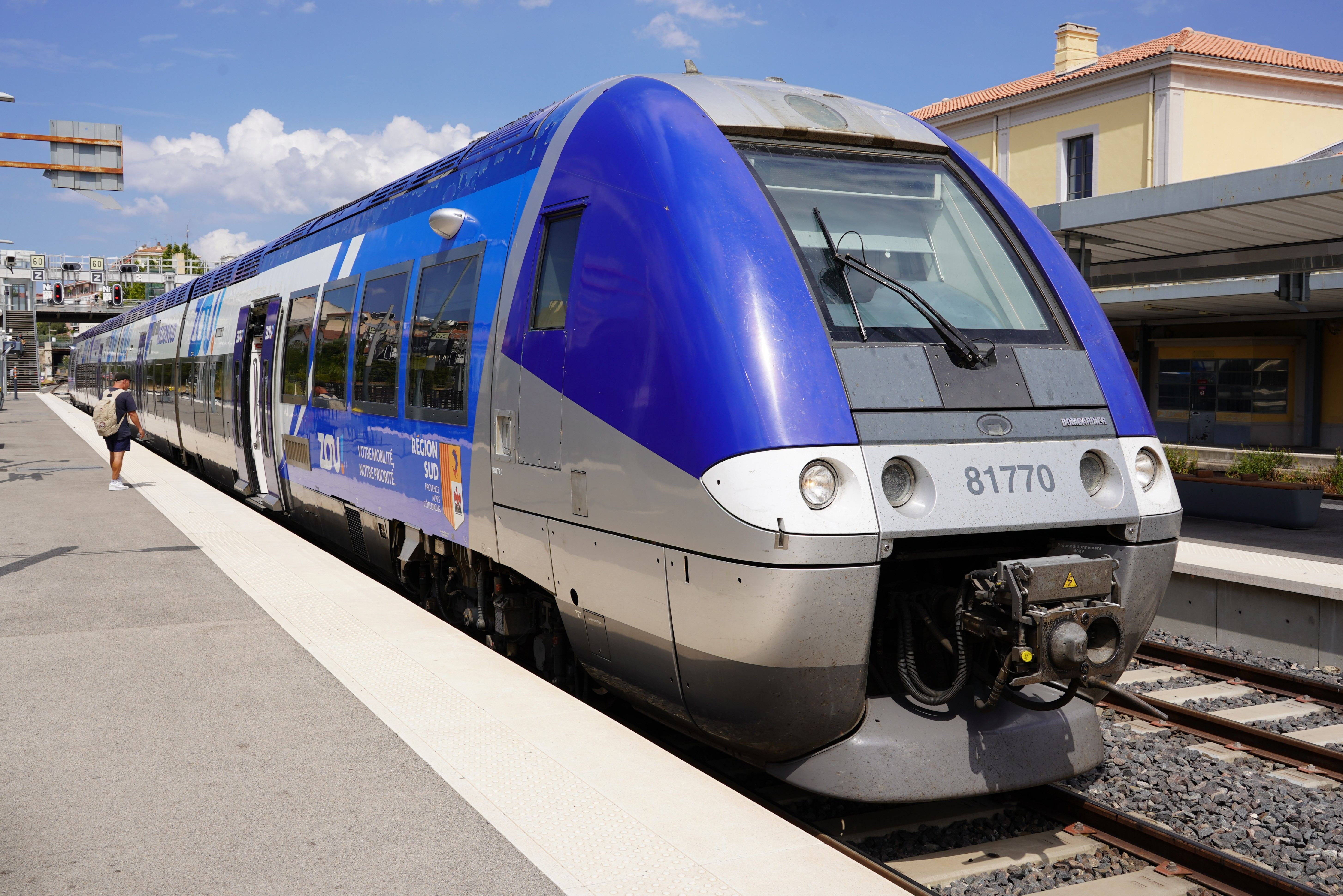
AGC (B 81500) en livrée Zou! en gare d'Aix-en-Provence.
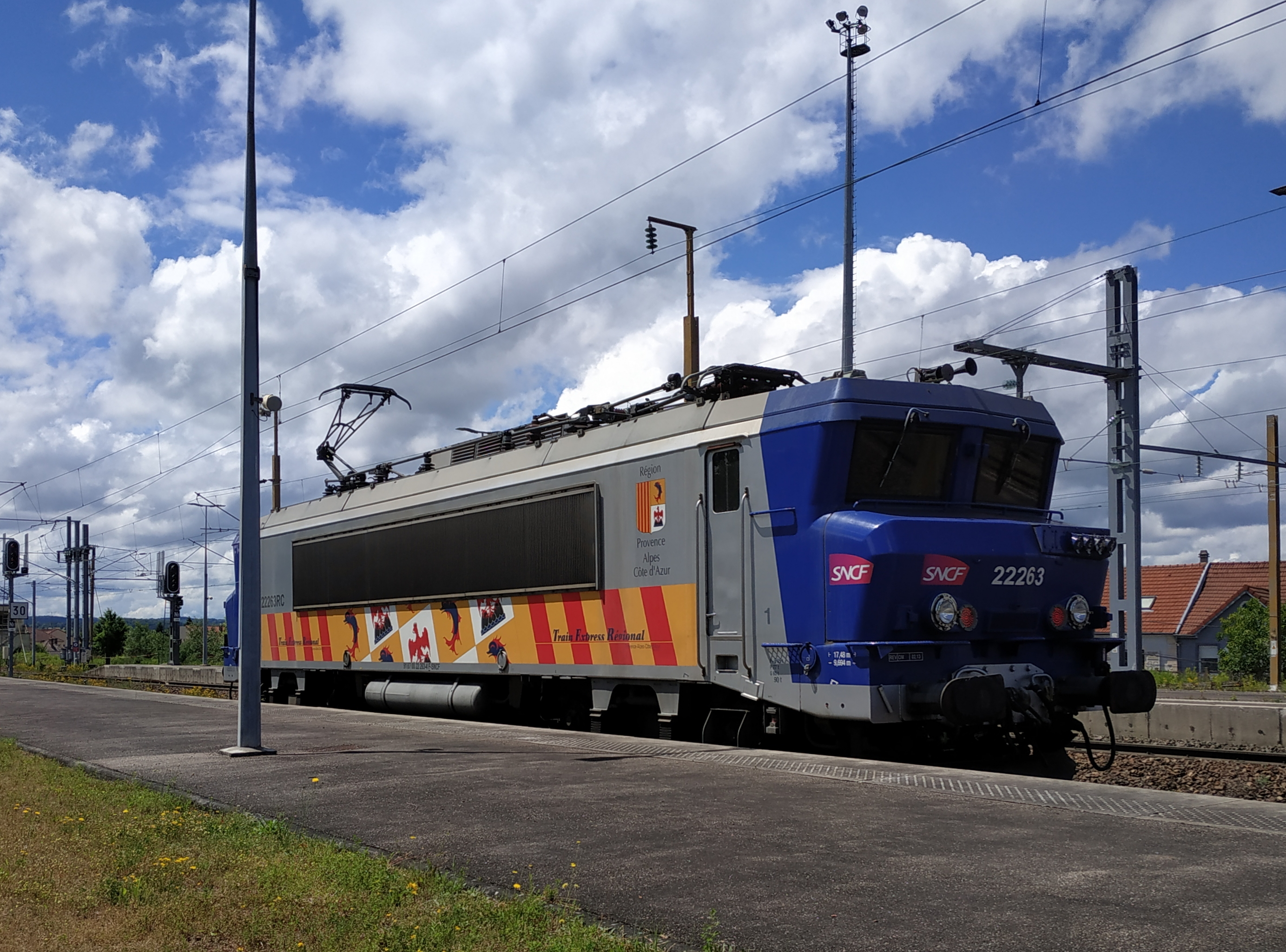
BB 22200 en livrée PACA, en gare de Forbach.
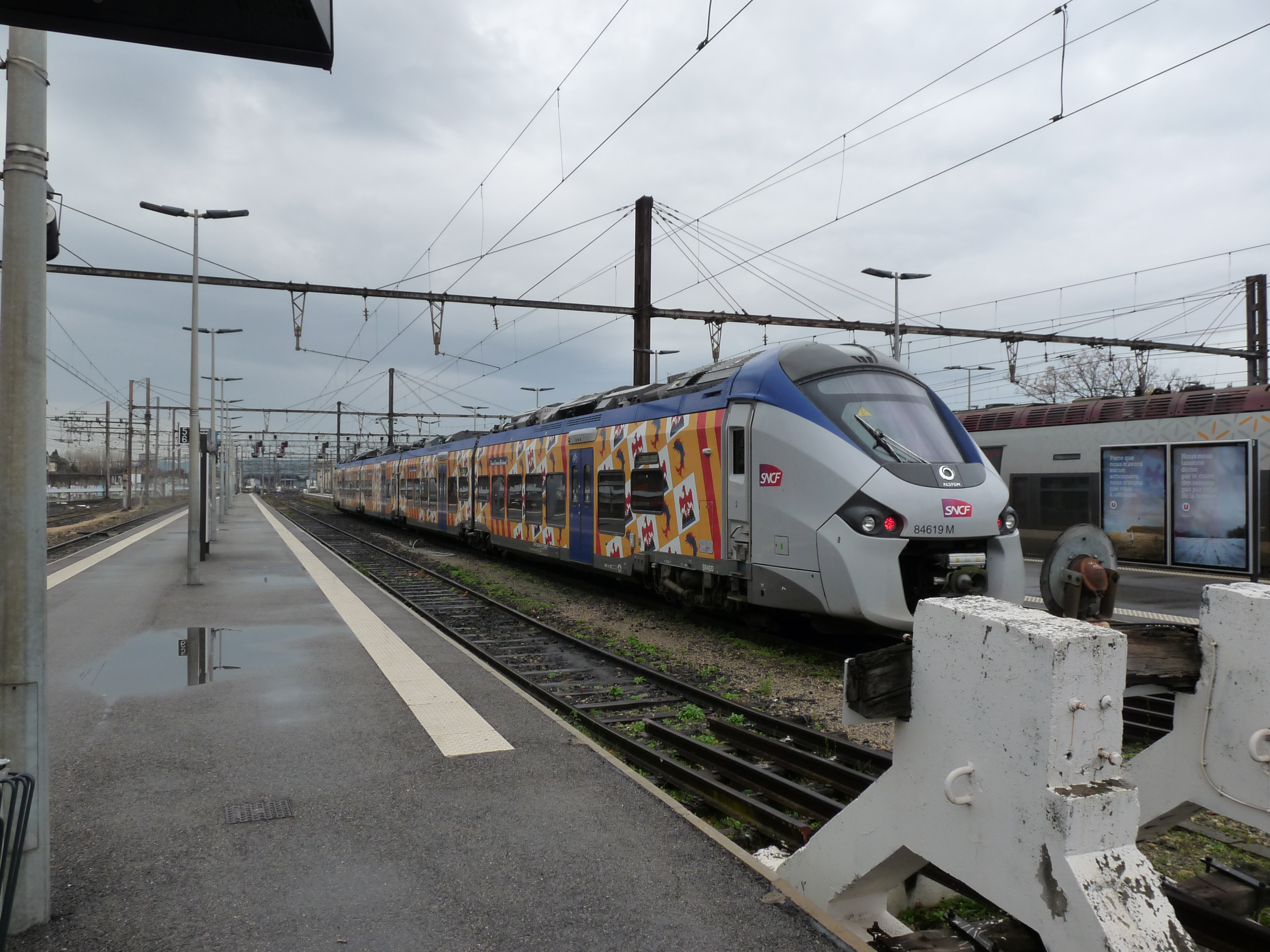
Rame Régiolis (B 84500) en gare d'Avignon-Centre.
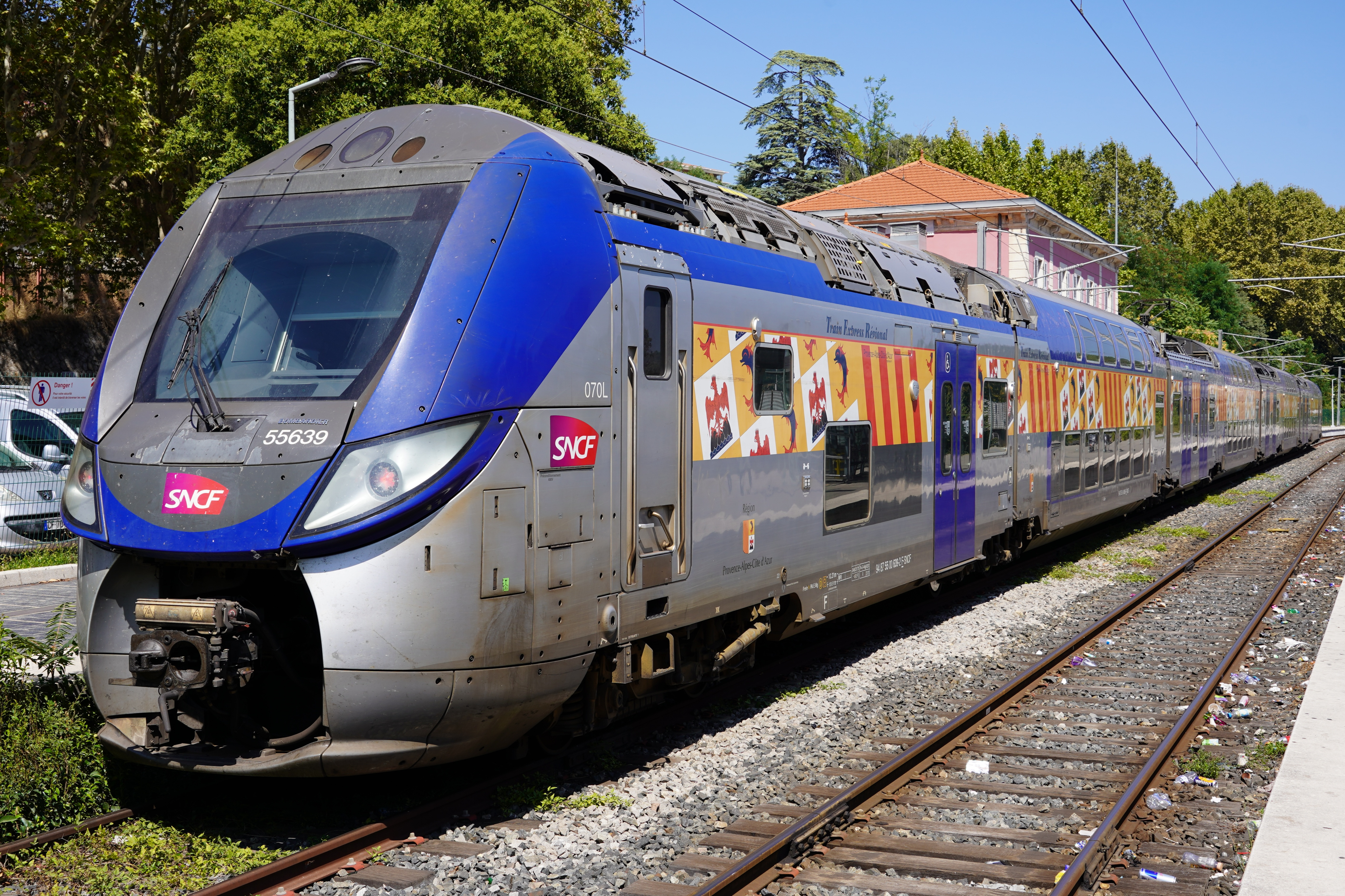
Regio 2N (Z 55500) en gare de Grasse.
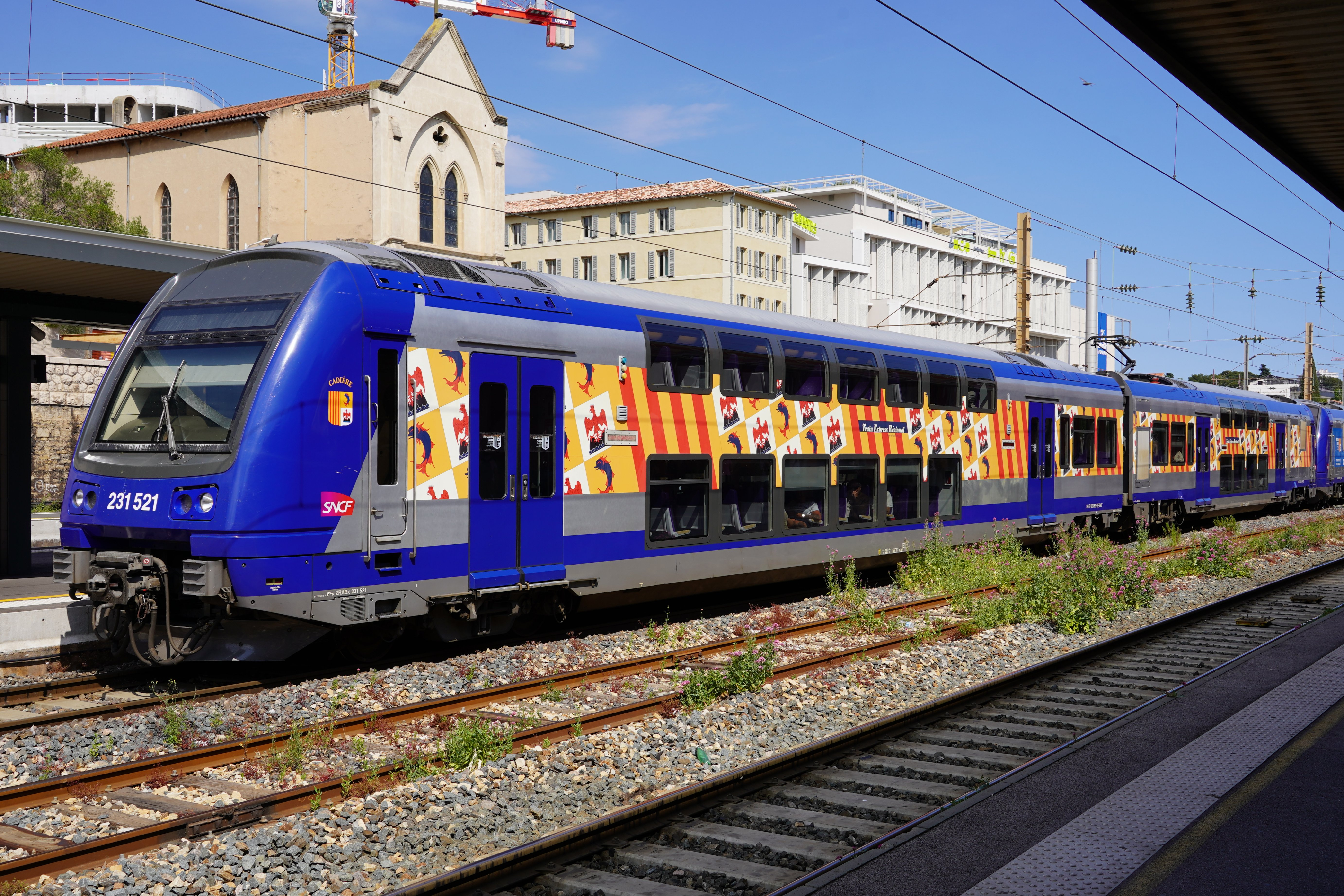
Rame Z 23500 en gare de Toulon.
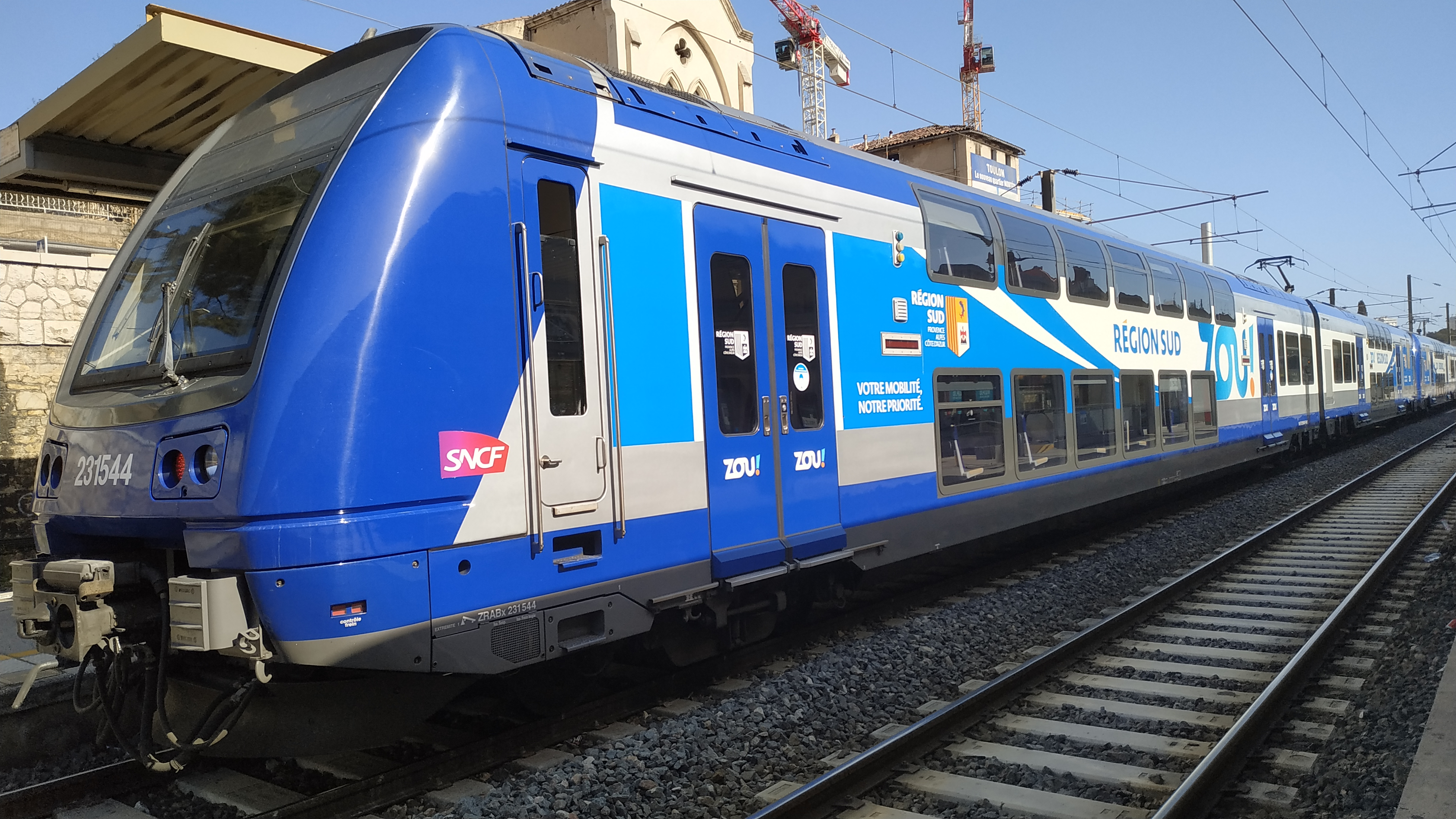
Rame Z 23500 (en livrée Zou !), en gare de Toulon.
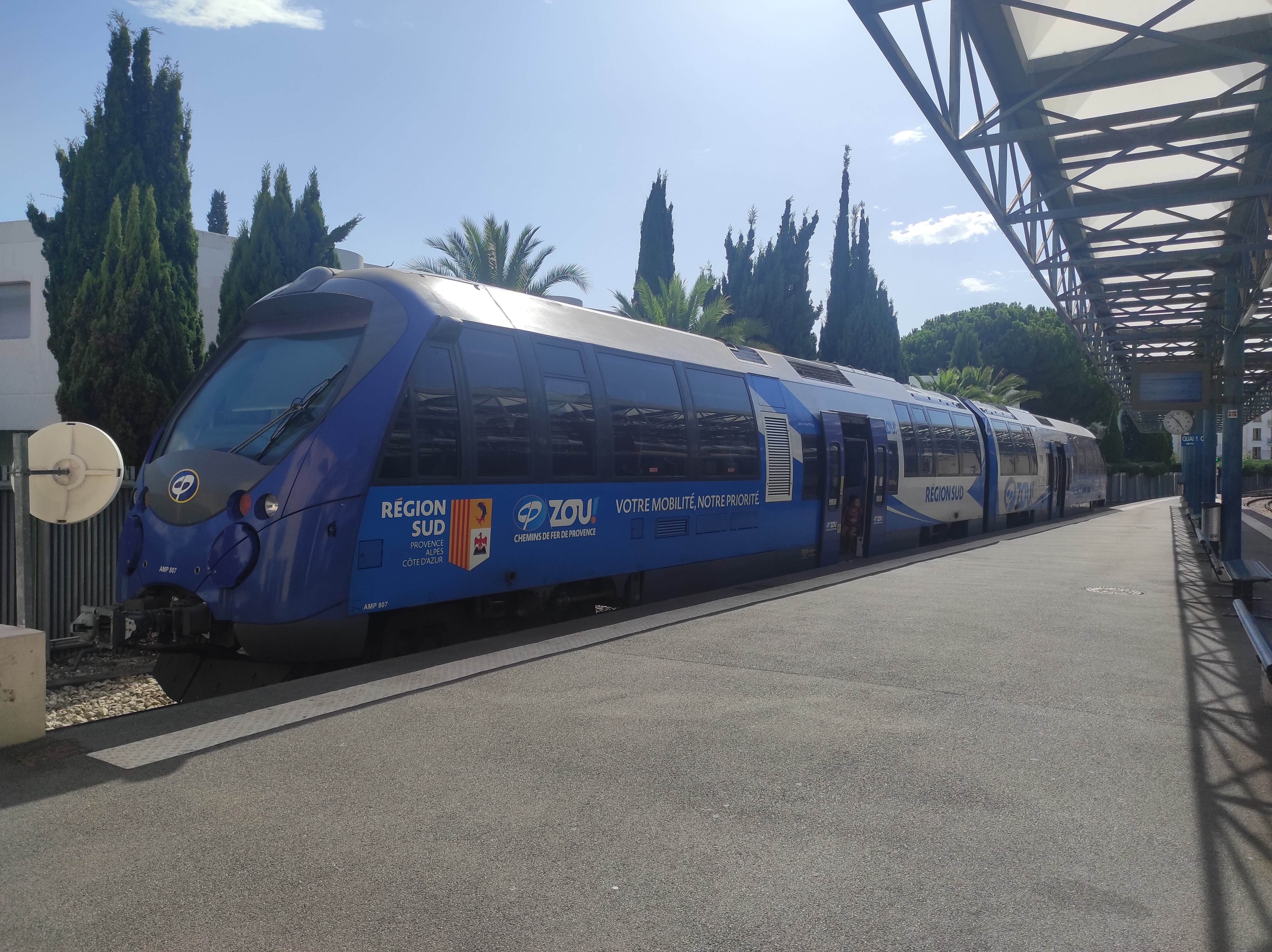
Train des CP Zou!
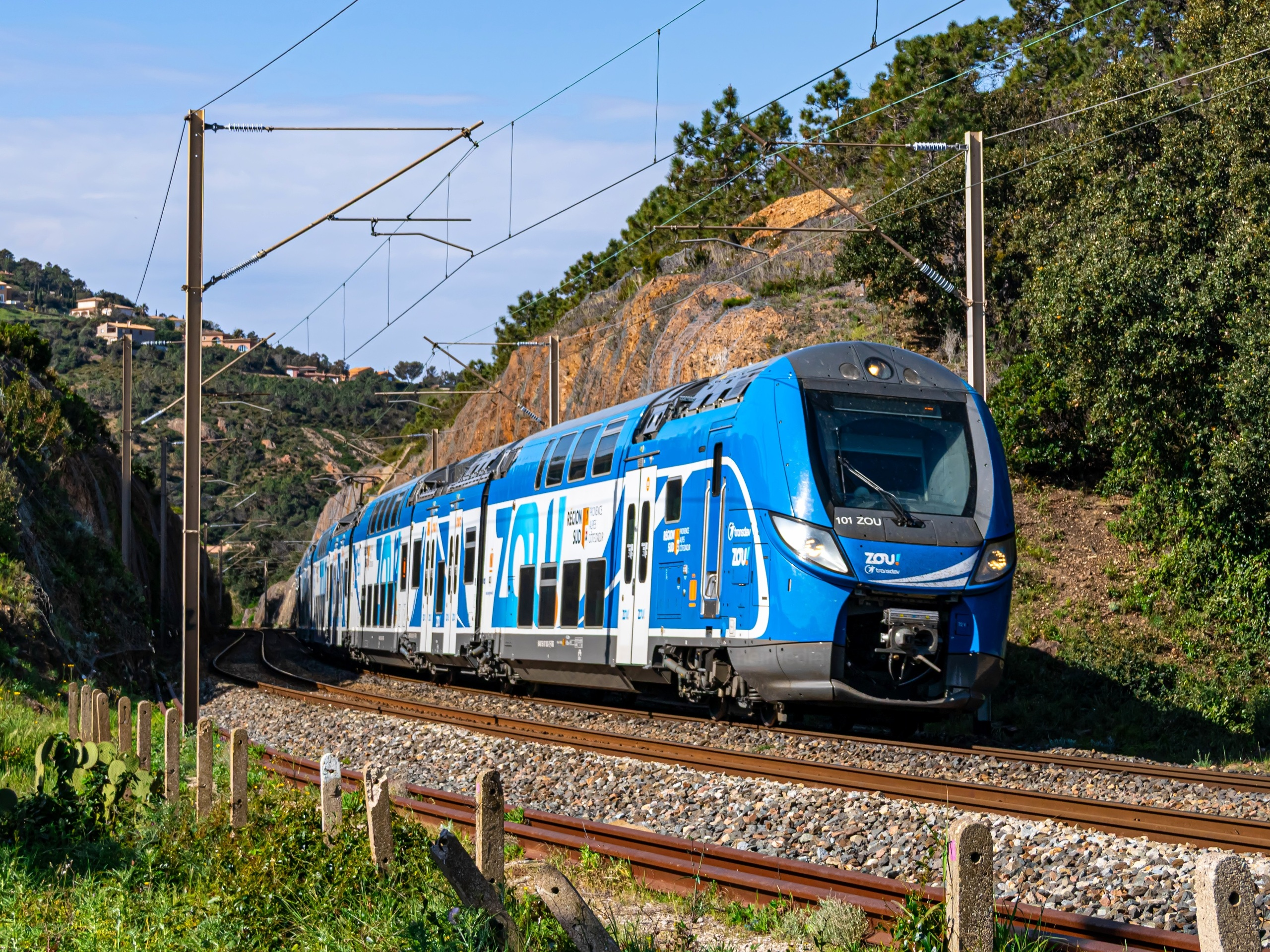
Train Omneo en livrée Zou ! exploité par Transdev

### Matériel actuel

#### Locomotives, et automoteurs
Synthèse du parc au 16 décembre 2021
| Séries   | Nombre de caisses | STF SPC | Total |
| -------- | ----------------- | ------- | ----- |
| BB 22200 | -                 | 14      | 14    |
| B 81500  | 4 caisses         | 27      | 27    |
| B 82500  | 4 caisses         | 2       | 2     |
| B 84500  | 4 caisses         | 15      | 15    |
| X 72500  | 2 caisses         | 18      | 18    |
| X 76500  | 3 caisses         | 8       | 8     |
| Z 23500  | 2 caisses         | 30      | 30    |
| Z 26500  | 4 caisses         | 15      | 15    |
| Z 55500  | 8 caisses         | 16      | 16    |

Au quatrième trimestre 2021, le parc du matériel roulant de la région est constitué de 142 engins.
Le parc est géré par deux Supervisions techniques de flotte (STF) :

SPC : STF PACA (Marseille, Nice)

#### Locomotives pour rames tractées
Les BB 25500 et BB 67400 sont utilisées pour tracter les RRR, ainsi que certaines rames Corail. Les BB 25500 ne sont désormais plus utilisées, tandis que les BB 67400 assurent des TER (avec des RRR) via la ligne de la Côte Bleue. Les BB 22200 sont, quant à elles, uniquement destinées à la traction des rames Corail. Depuis 2013, il y a également des BB 22200 RC qui tractent les RRR, ainsi que des Corail réversibles.

#### Voitures et rames tractées
- Rame réversible régionale : 6 rames de 3 caisses
- voiture VTU : 61
- voiture VU : 34

### Matériel futur
- À partir de 2013 : 16 rames Régio2N[48], 10 rames Régiolis quadri-caisses en cours de livraison.

### Matériel passé
- Rame inox omnibus (RIO).
- BB 25500